# Torneo di Wimbledon 2012
Il Torneo di Wimbledon 2012 è stata la 126ª edizione dei Championships, torneo di tennis giocato sull'erba e terza prova stagionale dello Slam per il 2012; si è disputato tra il 25 giugno e l'8 luglio 2012 sui 19 campi dell'All England Lawn Tennis and Croquet Club, comprendendo per la categoria Seniors i tornei di singolare maschile e femminile, e di doppio maschile, femminile e misto. I campioni in carica dei singolari maschile e femminile erano rispettivamente Novak Đoković e Petra Kvitová. Novak Đoković ha perso in semifinale contro Roger Federer che ha vinto il singolare maschile per la 7ª volta in carriera battendo in finale Andy Murray, Petra Kvitová ha perso nel quarto turno contro Serena Williams che ha conquistato il 5º titolo nel singolare femminile battendo in finale Agnieszka Radwańska.

## Sommario
Roger Federer si è aggiudicato il torneo del singolare maschile per la 7ª volta nella sua carriera battendo all'esordio lo spagnolo Albert Ramos Viñolas 6-1, 6-1, 6-1. Nel secondo turno ha avuto la meglio sull'italiano Fabio Fognini in tre set con il punteggio di 6–1, 6–3, 6–2. Nel turno successivo ha dovuto giocare cinque set per battere ii francese Julien Benneteau battuto per 4-6, 6(3)–7, 6-2, 7–6(6), 6-1. Negli ottavi di finale ha sconfitto il belga Xavier Malisse questa volta in quattro set per 7–6(1), 6-1, 4-6, 6–3. Nei quarti ha avuto la meglio sul russo Michail Južnyj per 6–1, 6–2, 6–2. In semifinale ha battuto il serbo Novak Đoković ancora una volta in quattro set con il punteggio di 6-3, 3-6, 6-4, 6-3. In finale ha sconfitto Andy Murray in quattro set con il punteggio di 4-6, 7-5, 6-3, 6-4.
Serena Williams ha vinto il torneo del singolare femminile per la 5ª volta in carriera. Nel 1º turno ha battuto la ceca Barbora Strýcová con il punteggio di 6–2, 6–4. Nel 2º turno ha sconfitto Melinda Czink per 6-1, 6-4. Nel turno successivo ha avuto la meglio sulla cinese Jie Zheng con il punteggio di 6(5)–7, 6-2, 9-7. Negli ottavi di finale ha battuto Jaroslava Švedova per 6–1, 2-6, 7–5. Nei quarti Petra Kvitová ha ceduto per 6-3, 7-5. In semifinale ha battuto Viktoryja Azaranka per 6–3, 7–6(6) e in finale la polacca Agnieszka Radwańska 6-1, 5-7, 6-2.

## Programma del torneo
Il torneo si svolge in 13 giornate divise in due settimane, la 1ª domenica non si è svolto alcun incontro. Tradizionalmente questo giorno viene chiamato Middle Sunday.

## Qualificazioni e sorteggio
Le qualificazioni si sono disputate dal 18 al 20 giugno 2012. Si sono qualificati i vincitori del terzo turno per i singolari e del secondo turno per i doppi:
- Per il singolare maschile: Jürgen Zopp, Adrián Menéndez Maceiras, Guillaume Rufin, Michael Russell, Jesse Levine, Florent Serra, Ryan Sweeting, Dustin Brown, Simone Bolelli, Wang Yeu-tzuoo, Brian Baker, Kenny de Schepper, Ruben Bemelmans, Íñigo Cervantes, Jerzy Janowicz, Andrej Kuznecov.
- Per il singolare femminile: Melinda Czink, Annika Beck, Maria Elena Camerin, Kristina Mladenovic, Sandra Zaniewska, Vesna Dolonc, Jana Čepelová, Kristýna Plíšková, Karolína Plíšková, Camila Giorgi, Coco Vandeweghe, Mirjana Lučić-Baroni
- Per il doppio maschile: Lewis Burton / George Morgan, Bobby Reynolds / Izak van der Merwe, Andre Begemann / Igor Zelenay, Matthias Bachinger / Tobias Kamke
- Per il doppio femminile: Darija Jurak / Katalin Marosi, Mirjana Lučić-Baroni / Valerija Savinych, Lindsay Lee-Waters / Megan Moulton-Levy, Vesna Dolonc / Ol'ha Savčuk

Le wildcard sono state assegnate a:
- Per il singolare maschile:  Jamie Baker,  David Goffin,  Oliver Golding,  Joshua Goodall,  Tommy Haas,  Lleyton Hewitt,  James Ward,  Grega Žemlja
- Per il singolare femminile:  Ashleigh Barty,  Naomi Broady,  Johanna Konta,  Melanie Oudin,  Virginie Razzano,  Laura Robson,  Jaroslava Švedova
- Per il doppio maschile:  Liam Broady /  Oliver Golding,  Jamie Delgado /  Ken Skupski,  Chris Guccione /  Lleyton Hewitt,  Joshua Goodall /  James Ward,  Jonathan Marray /  Frederik Nielsen
- Per il doppio femminile:  Naomi Broady /  Johanna Konta,  Tara Moore /  Melanie South,  Laura Robson /  Heather Watson
- Per il doppio misto:  Ross Hutchins /  Heather Watson,  Dominic Inglot /  Laura Robson,  Jonathan Marray /  Anne Keothavong,  Kenneth Skupski /  Melanie South

Il sorteggio dei tabelloni è stato effettuato venerdì 22 giugno 2012.

## Tennisti partecipanti ai singolari

### Singolare maschile
- Singolare maschile

| Campione                  | Campione                  | Finalista              | Finalista                  |
| ------------------------- | ------------------------- | ---------------------- | -------------------------- |
| Roger Federer (3)         | Roger Federer (3)         | Andy Murray (4)        | Andy Murray (4)            |
| Semifinalisti             |                           |                        |                            |
| Novak Đoković (1)         | Novak Đoković (1)         | Jo-Wilfried Tsonga (5) | Jo-Wilfried Tsonga (5)     |
| Eliminati ai quarti       |                           |                        |                            |
| Florian Mayer (31)        | Michail Južnyj (26)       | David Ferrer (7)       | Philipp Kohlschreiber (27) |
| Eliminati agli ottavi     |                           |                        |                            |
| Viktor Troicki            | Richard Gasquet (18)      | Xavier Malisse         | Denis Istomin              |
| Juan Martín del Potro (9) | Marin Čilić (16)          | Mardy Fish (10)        | Brian Baker (Q)            |
| Eliminati al 3º turno     |                           |                        |                            |
| Radek Štěpánek (28)       | Juan Mónaco (15)          | Nicolás Almagro (12)   | Jerzy Janowicz             |
| Julien Benneteau (29)     | Fernando Verdasco (17)    | Alejandro Falla        | Janko Tipsarević (8)       |
| Andy Roddick (30)         | Kei Nishikori (19)        | Sam Querrey            | Marcos Baghdatis           |
| Lukáš Lacko               | David Goffin (WC)         | Benoît Paire           | Lukáš Rosol                |
| Eliminati al 2º turno     |                           |                        |                            |
| Ryan Harrison             | Benjamin Becker           | Martin Kližan          | Jérémy Chardy              |
| Guillaume Rufin (Q)       | Ruben Bemelmans (Q)       | Philipp Petzschner     | Ernests Gulbis             |
| Fabio Fognini             | Michael Russell (Q)       | Grega Žemlja (WC)      | Gilles Simon (13)          |
| Nicolas Mahut             | Igor' Andreev             | Íñigo Cervantes (Q)    | Ryan Sweeting (Q)          |
| Kenny De Schepper (Q)     | Björn Phau                | Florent Serra (Q)      | Gō Soeda                   |
| Łukasz Kubot              | Milos Raonic (21)         | Grigor Dimitrov        | Ivo Karlović               |
| Guillermo García López    | Jürgen Melzer             | Jesse Levine (Q)       | James Ward (WC)            |
| Jarkko Nieminen           | Aleksandr Dolhopolov (22) | Malek Jaziri           | Rafael Nadal (2)           |
| Eliminati al 1º turno     |                           |                        |                            |
| Juan Carlos Ferrero       | Lu Yen-hsun               | James Blake            | Serhij Stachovs'kyj        |
| Marcel Granollers (24)    | Juan Ignacio Chela        | Filippo Volandri       | Leonardo Mayer             |
| Olivier Rochus            | Steve Darcis              | Carlos Berlocq         | Tobias Kamke               |
| Dmitrij Tursunov          | Blaž Kavčič               | Simone Bolelli (Q)     | Tomáš Berdych (6)          |
| Albert Ramos Viñolas      | Michaël Llodra            | Adrian Menendez (Q)    | Gilles Müller              |
| Wang Yeu-tzuoo (Q)        | Josh Goodall (WC)         | Marinko Matosevic      | Paul-Henri Mathieu         |
| John Isner (11)           | Paolo Lorenzi             | Oliver Golding (WC)    | Andreas Seppi (23)         |
| Donald Young              | Flavio Cipolla            | Potito Starace         | David Nalbandian           |
| Dustin Brown (Q)          | Matthias Bachinger        | Wayne Odesnik          | Jamie Baker (WC)           |
| Michail Kukuškin          | Andrej Kuznecov (Q)       | Igor' Kunicyn          | Robin Haase                |
| Cedrik-Marcel Stebe       | Tatsuma Itō               | Vasek Pospisil         | Santiago Giraldo           |
| Kevin Anderson (32)       | Albert Montañés           | Dudi Sela              | Nikolaj Davydenko          |
| Lleyton Hewitt (WC)       | Édouard Roger-Vasselin    | Adrian Ungur           | Stan Wawrinka (25)         |
| Bernard Tomić (20)        | Karol Beck                | Pablo Andújar          | Rubén Ramírez Hidalgo      |
| Feliciano López (14)      | Rui Machado               | Matthew Ebden          | Alex Bogomolov Jr.         |
| Tommy Haas (WC)           | Jürgen Zopp (Q)           | Ivan Dodig             | Thomaz Bellucci            |

### Singolare femminile
- Singolare femminile

| Campionessa                 | Campionessa               | Finalista                     | Finalista               |
| --------------------------- | ------------------------- | ----------------------------- | ----------------------- |
| Serena Williams (6)         | Serena Williams (6)       | Agnieszka Radwańska (3)       | Agnieszka Radwańska (3) |
| Semifinaliste               |                           |                               |                         |
| Angelique Kerber (8)        | Angelique Kerber (8)      | Viktoryja Azaranka (2)        | Viktoryja Azaranka (2)  |
| Eliminate ai quarti         |                           |                               |                         |
| Sabine Lisicki (15)         | Marija Kirilenko (17)     | Petra Kvitová (4)             | Tamira Paszek           |
| Eliminate agli ottavi       |                           |                               |                         |
| Marija Šarapova (1)         | Kim Clijsters             | Camila Giorgi (Q)             | Peng Shuai (30)         |
| Jaroslava Švedova (WC)      | Francesca Schiavone (24)  | Roberta Vinci (21)            | Ana Ivanović (14)       |
| Eliminate al 3º turno       |                           |                               |                         |
| Hsieh Su-wei                | Sloane Stephens           | Vera Zvonarëva (12)           | Christina McHale (28)   |
| Heather Watson              | Nadia Petrova (20)        | Sorana Cîrstea                | Arantxa Rus             |
| Zheng Jie (25)              | Sara Errani (10)          | Klára Koukalová               | Varvara Lepchenko       |
| Yanina Wickmayer            | Mirjana Lučić-Baroni (Q)  | Julia Görges (22)             | Jana Čepelová (Q)       |
| Eliminate al 2º turno       |                           |                               |                         |
| Cvetana Pironkova           | Stéphanie Foretz          | Petra Cetkovská (23)          | Bojana Jovanovski       |
| Sílvia Soler Espinosa       | Andrea Sestini Hlaváčková | Mathilde Johansson            | Ekaterina Makarova      |
| Elena Vesnina               | Jamie Hampton             | Tímea Babos                   | Anna Tatišvili          |
| Li Na (11)                  | Lourdes Domínguez Lino    | Ayumi Morita                  | Samantha Stosur (5)     |
| Melinda Czink (Q)           | Aleksandra Wozniak        | Kiki Bertens                  | Anne Keothavong         |
| Vol'ha Havarcova            | Kristýna Plíšková (Q)     | Anastasija Pavljučenkova (31) | Elena Baltacha          |
| Alizé Cornet                | Galina Voskoboeva         | Marina Eraković               | Marion Bartoli (9)      |
| Kateryna Bondarenko         | Nastas'sja Jakimava       | Anabel Medina Garrigues (26)  | Romina Oprandi          |
| Eliminate al 1º turno       |                           |                               |                         |
| Anastasija Rodionova        | Vesna Dolonc (Q)          | Virginie Razzano (WC)         | Monica Niculescu (29)   |
| Vania King                  | Karolína Plíšková (Q)     | Eléni Daniilídou              | Petra Martić            |
| Mona Barthel                | Edina Gallovits           | Chang Kai-chen                | Jelena Janković (18)    |
| Johanna Konta (WC)          | Lesja Curenko             | Alberta Brianti               | Lucie Hradecká          |
| Magdaléna Rybáriková        | Venus Williams            | Iveta Benešová                | Daniela Hantuchová (27) |
| Maria Elena Camerin (Q)     | Melanie Oudin (WC)        | Tamarine Tanasugarn           | Flavia Pennetta (16)    |
| Ksenija Pervak              | Pauline Parmentier        | Naomi Broady (WC)             | Alexandra Cadanțu       |
| Sandra Zaniewska (Q)        | Jarmila Gajdošová         | Misaki Doi (LL)               | Carla Suárez Navarro    |
| Barbora Strýcová            | Johanna Larsson           | Vera Duševina                 | Stéphanie Dubois        |
| Lucie Šafářová (19)         | Chanelle Scheepers        | Laura Pous Tió                | Coco Vandeweghe (Q)     |
| Dominika Cibulková (13)     | Annika Beck (Q)           | Polona Hercog                 | Laura Robson (WC)       |
| Sofia Arvidsson             | Patricia Mayr-Achleitner  | Karin Knapp                   | Akgul Amanmuradova      |
| Caroline Wozniacki (7)      | Nina Bratčikova           | Gréta Arn                     | Svetlana Kuznecova (32) |
| Ashleigh Barty (WC)         | Urszula Radwańska         | Aleksandra Panova             | Casey Dellacqua         |
| María José Martínez Sánchez | Kimiko Date               | Mandy Minella                 | Shahar Peer             |
| Simona Halep                | Kristina Mladenovic (Q)   | Irina-Camelia Begu            | Irina Falconi           |

## Calendario

### 25 giugno (1º giorno)
Nella 1ª giornata si sono giocati gli incontri del primo turno dei singolari maschili e femminili e del doppio maschile e femminile lin base al programma della giornata

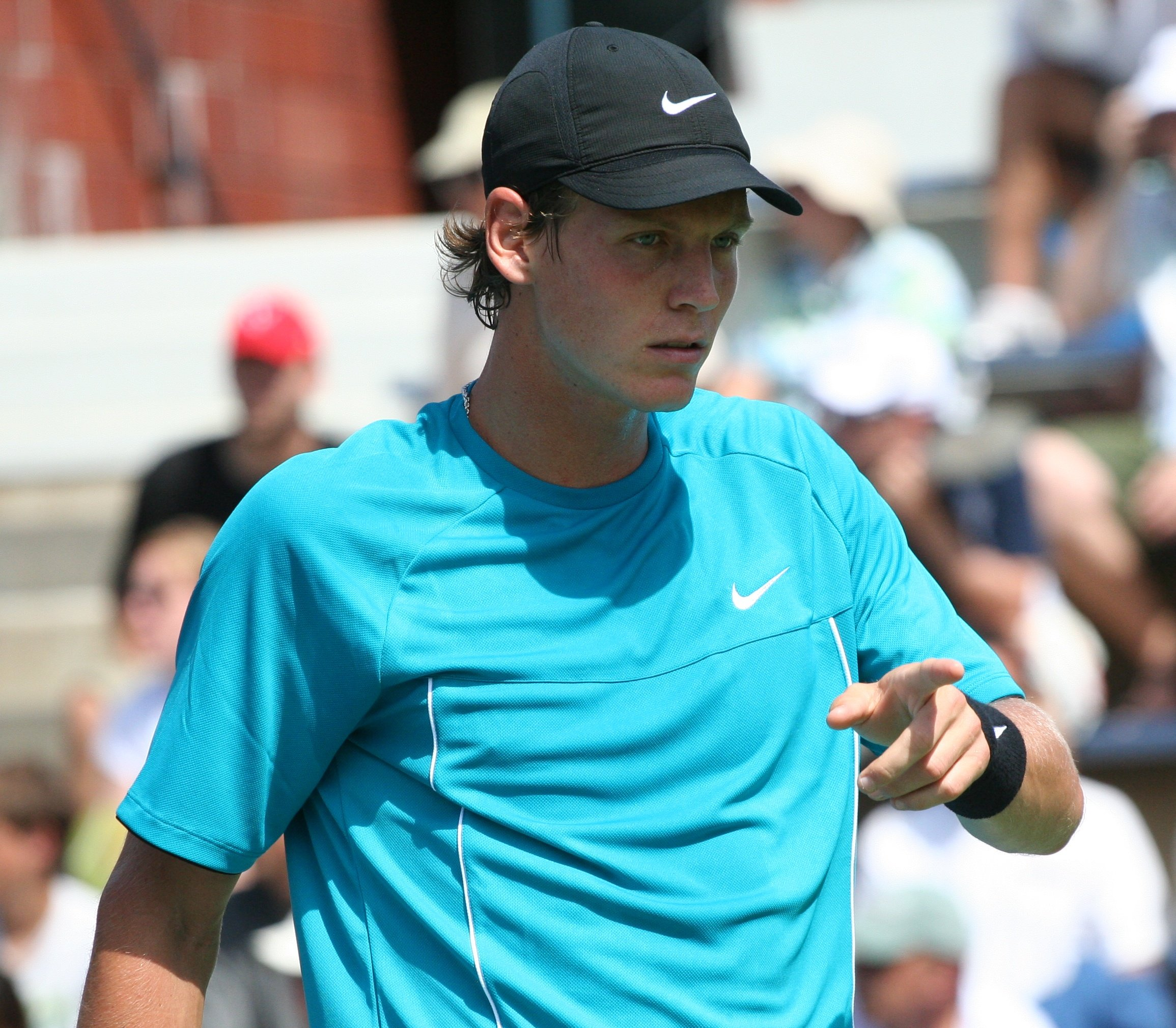
Tomáš Berdych, finalista del 2010, esce a sorpresa al 1º turno

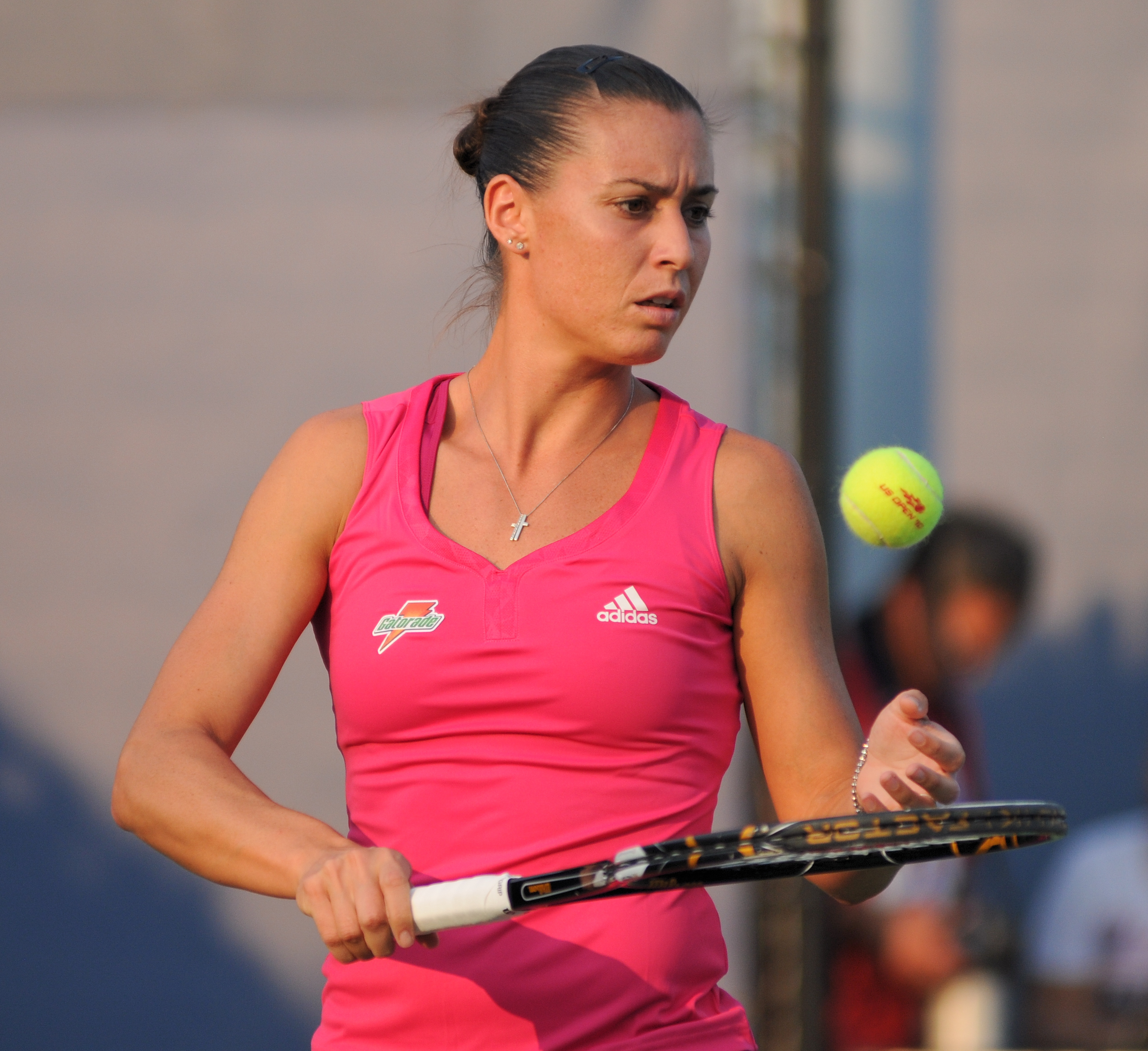
Flavia Pennetta esce sconfitta dal derby italiano del 1º turno

Nel torneo del singolare maschile Novak Đoković, che come detentore del titolo dell'anno precedente ha inaugurato il programma sul Centre Court, ha battuto l'ex numero 1 al mondo Juan Carlos Ferrero con il punteggio di 6-3, 6-3, 6-1.Roger Federer ha sconfitto lo spagnolo Albert Ramos Viñolas con il punteggio complessivo di 6-1 6-1 6-2 in una partita durata 79 minuti. Il numero 6 del tabellone, Tomáš Berdych, e numero 6 del ranking ATP, ha perso contro il lettore Ernests Gulbis. Tutti i parziali si sono conclusi al tie-break dove a prevalere è stato sempre Gulbis che si è imposto con il punteggio di finale di 7–6(5), 7–6(4), 7–6(4). Il serbo Janko Tipsarević ha battuto David Nalbandian, finalista a Wimbledon nell'edizione del 2002, protagonista di una clamorosa qualifica nel torneo del Queen's giocato due settimane prima l'inizio del torneo. Il primo set è stato vinto da Tipsarevic, ma il secondo è arrivato fino al tie-break dove a prevalere è sempre Tipsarevic per sette punti a quattro. Il terzo set si è concluso a favore di Janko che ha chiuso per sei giochi a due. Il punteggio finale è stato di 6-4, 7–6(4), 6-2. Il colombiano Alejandro Falla ha battuto John Isner accedendo al turno successivo del torneo. È uscito al 1º turno l'italiano Potito Starace: il campano ha perso contro Ryan Sweeting. Fabio Fognini ha vinto il suo incontro che lo vedeva opposto a Michaël Llodra accendendo al turno successivo. Il qualificato spagnolo Íñigo Cervantes, numero 152 del ranking ATP, ha battuto Flavio Cipolla al quinto set con il punteggio di 2-6 6-7 (4-7) 6-3 6-2 6-1.

Sono passati al 2º turno anche Radek Štěpánek, Igor' Andreev, Grega Žemlja, Fernando Verdasco, Jérémy Chardy, Michael Russell, Guillaume Rufin, Julien Benneteau, Denis Istomin che ha sconfitto Andreas Seppi, Philipp Petzschner, Ruben Bemelmans, Jerzy Janowicz, Benjamin Becker, Ryan Harrison, Viktor Troicki, Xavier Malisse, Martin Kližan, Richard Gasquet, Juan Mónaco, Michail Južnyj, Gilles Simon e Florian Mayer.
Nel torneo del singolare femminile la numero 1 del ranking WTA, Marija Šarapova, ha battuto l'australiana Anastasija Rodionova con il punteggio di 6-2, 6-3. L'australiana Samantha Stosur ha battuto la spagnola Carla Suárez Navarro in poco più di un'ora di gioco. La testa di serie numero 5 del torneo ha vinto con il punteggio finale di 6-1, 6-3. La polacca Agnieszka Radwańska, testa di serie numero 3, ha battuto la slovacca Magdaléna Rybáriková per 6-3, 6-3. La cinese Li Na, campionessa del Roland Garros 2011, ha battuto la kazaka Ksenija Pervak con il punteggio finale di 6-3, 6-1. Le due ex numero uno del tennis mondiale Kim Clijsters e Jelena Janković si sono affrontate sul No. 1 Court per il primo turno, vinto dalla belga, semifinalista nel 2003 e 2006, con il punteggio di 6-2, 6-4. Venus Williams, cinque volte vincitrice di questo torneo, è uscita al primo turno contro la russa Elena Vesnina, con il punteggio di 6-1, 6-3.

Sono passate al 2º turno Heather Watson, Jamie Hampton, Cvetana Pironkova, Petra Cetkovská, Sorana Cîrstea, Bojana Jovanovski, Stéphanie Foretz, Andrea Sestini Hlaváčková, Tímea Babos, Hsieh Su-wei, Sílvia Soler Espinosa, Ekaterina Makarova, Peng Shuai, Mathilde Johansson, Ayumi Morita, Marija Kirilenko, Sabine Lisicki, Lourdes Domínguez Lino, Arantxa Rus, Angelique Kerber, Nadia Petrova e Anna Tatišvili.
| Incontri sui campi principali | Incontri sui campi principali | Incontri sui campi principali | Incontri sui campi principali |
| Incontri sul Centre Court     | Incontri sul Centre Court     | Incontri sul Centre Court     | Incontri sul Centre Court     |
| Turno                         | Vincitore                     | Perdente                      | Punteggio                     |
| ----------------------------- | ----------------------------- | ----------------------------- | ----------------------------- |
| 1º turno singolare maschile   | Novak Đoković [1]             | Juan Carlos Ferrero           | 6–3, 6–3, 6–1                 |
| 1º turno singolare femminile  | Marija Šarapova [1]           | Anastasija Rodionova          | 6–2, 6–3                      |
| 1º turno singolare maschile   | Ernests Gulbis                | Tomáš Berdych [6]             | 7-6(5), 7-6(4), 7-6(4),       |
| Incontri sul No. 1 Court      |                               |                               |                               |
| Turno                         | Vincitore                     | Perdente                      | Punteggio                     |
| 1º turno singolare maschile   | Janko Tipsarević [8]          | David Nalbandian              | 6-4, 7-6(4), 6-2              |
| 1º turno singolare maschile   | Roger Federer [3]             | Albert Ramos Viñolas          | 6-1, 6-1, 6-1                 |
| 1º turno singolare femminile  | Kim Clijsters                 | Jelena Janković [18]          | 6-2, 6-4                      |
| Incontri sul No. 2 Court      |                               |                               |                               |
| Turno                         | Vincitore                     | Perdente                      | Punteggio                     |
| 1º turno singolare femminile  | Agnieszka Radwańska [3]       | Magdaléna Rybáriková          | 6–3, 6–3                      |
| 1º turno singolare femminile  | Elena Vesnina                 | Venus Williams                | 6–1, 6–3                      |
| 1º turno singolare maschile   | Radek Štěpánek [28]           | Serhij Stachovs'kyj           | 6-1, 0-1 ritiro               |
| 1º turno singolare maschile   | Igor' Andreev                 | Oliver Golding [WC]           | 1-6, 7-6(4), 7-6(7), 7-5      |

Teste di serie eliminate:
- Singolare maschile:  Tomáš Berdych [6] ,  John Isner [11] ,  Andreas Seppi [23] ,  Marcel Granollers [24]
- Singolare femminile:  Flavia Pennetta [16],  Jelena Janković [18],  Daniela Hantuchová [27],  Monica Niculescu [29]
- Doppio maschile: Nessuna
- Doppio femminile:  Anabel Medina Garrigues /  Arantxa Parra Santonja [12]

### 26 giugno (2º giorno)
Nella 2ª giornata si sono giocati gli incontri del primo turno dei singolari e dei doppi maschili e femminili in base al programma della giornata

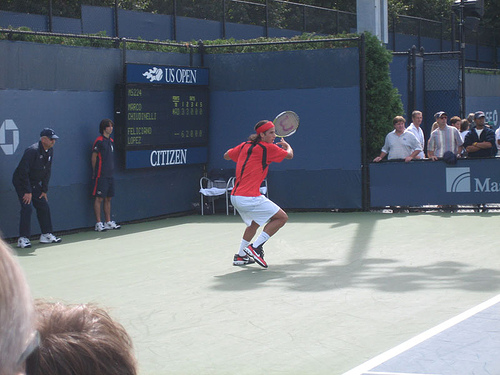
Feliciano López esce al 1º turno del singolare

Nel torneo del singolare maschile il numero due al mondo, Rafael Nadal, ha battuto il brasiliano Thomaz Bellucci. Bellucci avanti fino al 4-0 si è fatto rimontare da Nadal fino al 4-4. Il set è arrivato fino al tie-break dove Nadal ha vinto per 7 punti a 0. Nadal ha conquistato i rimanenti parziali con il punteggio di 6-2, 6-3 e si è aggiudicato il match.Andy Murray ha vinto sul centrale contro Nikolaj Davydenko. L'ex numero 3 del mondo ha perso con il punteggio di 6-1, 6-1, 6-4, in un'ora e trentaquattro minuti. Juan Martín del Potro ha battuto l'olandese Robin Haase: il match è stato molto altalenante e ha visto prevalere l'argentino per 6–4, 3–6, 7–6(3), 7–5. Il francese Jo-Wilfried Tsonga ha battuto l'australiano Lleyton Hewitt per tre set a zero. Tsonga ha vinto l'incontro con il punteggio complessivo di 6-3, 6-4, 6-4. L'australiano Bernard Tomić, che nel 2011 è arrivato fino ai quarti di finale, è stato eliminato al primo turno dal belga David Goffin. Goffin ha saputo reagire dopo avere perso il primo parziale e si è imposto alla fine per 3-6, 6-3, 6-4, 6-4. La testa di serie numero 10, Mardy Fish, ha battuto lo spagnolo Rubén Ramírez Hidalgo. Lo statunitense, uscito nel 2011 ai quarti di finale contro Nadal, era al rientro in attività dopo dei problemi cardiaci, ha vinto con il punteggio di 7–6(3), 7-5, 7-6(1). Feliciano López è uscito al primo turno. È passato al turno successivo il finlandese, numero 44 del tabellone, Jarkko Nieminen grazie a due tie-break e a un break di vantaggio nel quarto set. Il derby tedesco tra gli ultimi due vincitori dell'Halle Open ha premiato Philipp Kohlschreiber, testa di serie numero 27, opposto a Tommy Haas, semifinalista a Wimbledon nel 2009. Haas ha perso al quinto set dopo tre tie-break per 3-6, 7-6 (10-8), 6-7 (5-7), 7-6 (7-1), 6-2.

Sono passati al 2º turno: Grigor Dimitrov, Marin Čilić, Lukáš Lacko, Kenny De Schepper, Malek Jaziri, Marcos Baghdatis, Aleksandr Dolhopolov, Lukáš Rosol, Guillermo García López, Jesse Levine, Florent Serra, Kei Nishikori, James Ward, Brian Baker, Gō Soeda, Benoît Paire, Sam Querrey e Nicolás Almagro.

La pioggia intorno alle 20.30 ha interrotto alcuni match con: Andy Roddick avanti 7-6, 4-2 contro Jamie Baker, Milos Raonic avanti 6-4, 6-4, 5-4 contro Santiago Giraldo; David Ferrer avanti 7-6, 6-4, 1-1 contro Dustin Brown; Ivo Karlović contro Dudi Sela e Stan Wawrinka contro Jürgen Melzer.
Nel torneo del singolare femminile la campionessa in carica Petra Kvitová ha sconfitto l'uzbeka Akgul Amanmuradova rimontando nel primo parziale uno svataggio di 3-0. La Kvitová ha vinto sei giochi consecutivi concludendo così il primo set. Nel secondo parziale non ha riscontrato particolari problemi e ha chiuso per sei giochi a tre.Vera Zvonarëva ha battuto la tedesca Mona Barthel. La russa ha vinto con il punteggio di 2-6, 7-6, 6-4. Serena Williams, che ha vinto quattro titolo a Wimbledon tra il 2002 e il 2010, ha battuto in due set Barbora Strýcová con il punteggio di 6-2, 6-4. La statunitense Irina Falconi ha perso contro la testa di serie numero 2, Viktoryja Azaranka, con il punteggio di 2-6, 6-4, 6-4. È uscita al primo turno Karin Knapp sconfitta dall'inglese Elena Baltacha, numero 101 del ranking WTA, con il punteggio di 4-6, 6-4, 6-0.

Sono state sospese per pioggia intorno alle 20:30 alcuni match con: Alizé Cornet avanti con Nina Bratčikova 6-0, 5-5; la Julia Görges avanti con Shahar Peer 6-2, 2-1; e i due match in assoluta parità tra Caroline Wozniacki e la Tamira Paszek (2-2) e Nastas'sja Jakimava contro Mandy Minella (3-3).

Sono passate al 2º turno anche Anne Keothavong, Kiki Bertens, Mirjana Lučić-Baroni, Aleksandra Wozniak, Anastasija Pavljučenkova, Galina Voskoboeva, Kristýna Plíšková, Melinda Czink, Marina Eraković, Romina Oprandi, Jaroslava Švedova, Jana Čepelová, Marion Bartoli, Anabel Medina Garrigues, Christina McHale, Varvara Lepchenko, Elena Baltacha, Jie Zheng e Yanina Wickmayer.
| Incontri sui campi principali | Incontri sui campi principali            | Incontri sui campi principali            | Incontri sui campi principali |
| Incontri sul Centre Court     | Incontri sul Centre Court                | Incontri sul Centre Court                | Incontri sul Centre Court     |
| Turno                         | Vincitore                                | Perdente                                 | Punteggio                     |
| ----------------------------- | ---------------------------------------- | ---------------------------------------- | ----------------------------- |
| 1º turno singolare femminile  | Petra Kvitová [4]                        | Akgul Amanmuradova                       | 6–4, 6–4                      |
| 1º turno singolare maschile   | Rafael Nadal [2]                         | Thomaz Bellucci                          | 7–6(0), 6–2, 6–3              |
| 1º turno singolare maschile   | Andy Murray [4]                          | Nikolaj Davydenko                        | 6–1, 6–1, 6–4                 |
| 1º turno singolare femminile  | Caroline Wozniacki [7] vs. Tamira Paszek | Caroline Wozniacki [7] vs. Tamira Paszek | 2–2, sospesa                  |
| Incontri sul No. 1 Court      |                                          |                                          |                               |
| Turno                         | Vincitore                                | Perdente                                 | Punteggio                     |
| 1º turno singolare femminile  | Vera Zvonarëva [12]                      | Mona Barthel                             | 2–6, 7–6(3), 6–4              |
| 1º turno singolare maschile   | Jo-Wilfried Tsonga [5]                   | Lleyton Hewitt [WC]                      | 6–3, 6–4, 6–4                 |
| 1º turno singolare femminile  | Viktoryja Azaranka [2]                   | Irina Falconi                            | 6–1, 6–4                      |
| 1º turno singolare maschile   | Jamie Baker vs. Andy Roddick [30]        | Jamie Baker vs. Andy Roddick [30]        | 6–7(1), 2–4, sospesa          |
| Incontri sul No. 2 Court      |                                          |                                          |                               |
| Turno                         | Vincitore                                | Perdente                                 | Punteggio                     |
| 1º turno singolare maschile   | David Goffin [WC]                        | Bernard Tomić [20]                       | 3–6, 6–3, 6–4, 6–4            |
| 1º turno singolare femminile  | Serena Williams [6]                      | Barbora Strýcová                         | 6–2, 6–4                      |
| 1º turno singolare maschile   | Juan Martín del Potro [9]                | Robin Haase                              | 6–4, 3–6, 7–6(3), 7–5         |

Teste di serie eliminate:
- Singolare maschile:  Feliciano López [14] ,  Bernard Tomić [20] ,  Kevin Anderson [32]
- Singolare femminile:  Lucie Šafářová [19],  Svetlana Kuznecova [32]
- Doppio maschile: Nessuna
- Doppio femminile: Nessuna

### 27 giugno (3º giorno)
Nella 3ª giornata si sono giocati gli incontri del secondo turno dei singolari e del primo e del secondo turno dei doppi maschili e femminili in base al programma della giornata
La 3ª giornata è stata caratterizzata dalla pioggia. Sul campo centrale si è giocato per tutta la giornata con il tetto retrattile chiuso. Inoltre alcuni incontri sono stati cancellati.

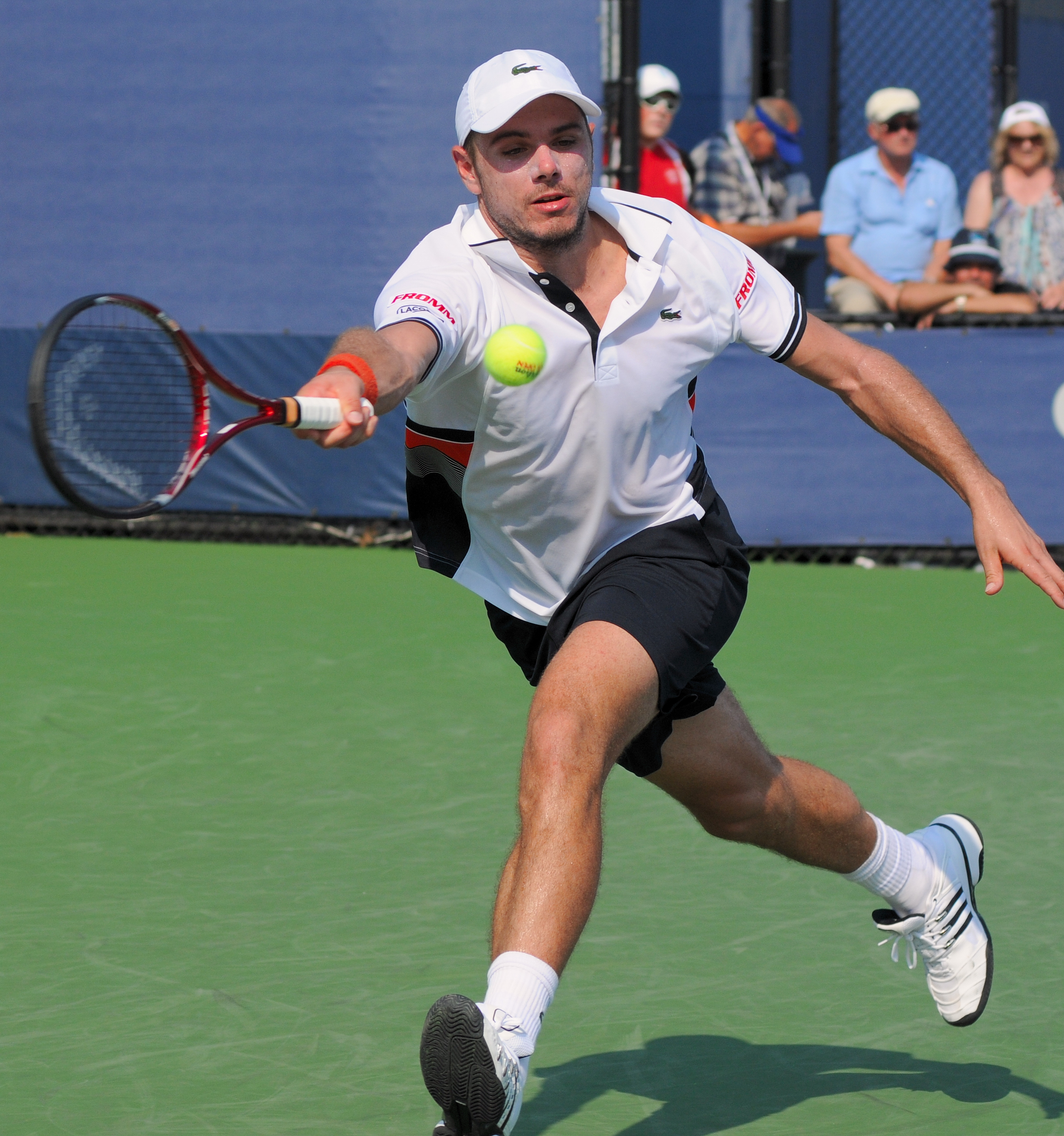
Stan Wawrinka eliminato da Jürgen Melzer

Nel torneo del singolare maschile il numero 1 del mondo, Novak Đoković, ha vinto il suo incontro di secondo turno battendo l'americano Ryan Harrison 6-4 6-4 6-4 in due ore di gioco.
Roger Federer ha battuto Fabio Fognini in un'ora e quattordici minuti di gioco. La partita si è chiusa con il punteggio di 6-1, 6-3, 6-2. La teste di serie numero 8, Janko Tipsarević ha eliminato l'americano Ryan Sweeting, numero 130 del ranking ATP, con il punteggio di 5-7, 7-5, 6-4, 6-2.
Il tre volte finalista a Wimbledon, Andy Roddick, ha terminato l'incontro iniziato il giorno precedente. L'americano ha vinto in tre set contro lo scozzese Jamie Baker con il punteggio di 7-6(1), 6-4, 7-5 ed è approdato al 2º turno. Lo svizzero Stan Wawrinka ha perso contro l'austriaco Jürgen Melzer nella continuazione del match iniziato il giorno precedente. L'incontro è finito in cinque set con il punteggio complessivo di 3-6, 7-6, 2-6, 6-4, 8-6 a favore dell'austriaco.

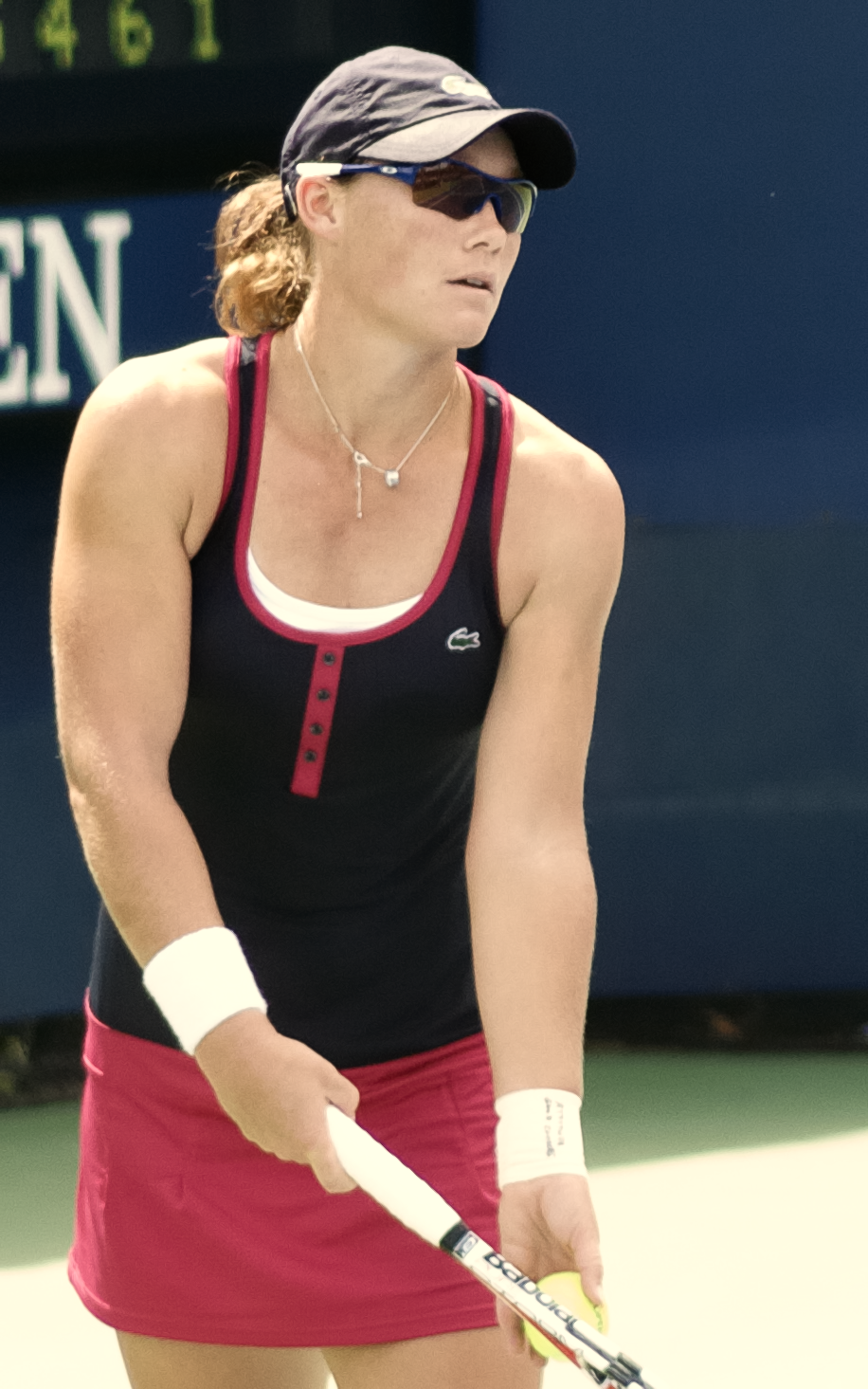
Samantha Stosur esce a sorpresa nel 2º turno contro Arantxa Rus

Nell'altro recupero David Ferrer si è aggiudicato l'incontro contro il tedesco Dustin Brown per 7-6, 6-4, 6-4. Ernests Gulbis è stato battuto in cinque set dal polacco Jerzy Janowicz.

Sono passati al 3º turno anche Viktor Troicki, Juan Mónaco, Nicolás Almagro, Richard Gasquet, Florian Mayer, Julien Benneteau, Denis Istomin e Michail Južnyj.
Nel torneo del singolare femminile la finalista del 2011, Marija Šarapova, ha affrontantato la bulgara Cvetana Pironkova ma l'incontro non è stato portato a termine per oscurità.Arantxa Rus ha eliminato la testa di serie numero 5 del tabellone, Samantha Stosur: l'olandese ha vinto 6 game consecutivi dopo essere stata indietro nel punteggio 2-0, aggiudicandosi il set per 6-2. Nel secondo l'australiana ha vinto per 6-0. Nell'ultimo Stosur si è portata sul 3-0 ma l'avversaria ha rimontato fino a vincere per 6-3. Caroline Wozniacki è stata sconfitta in rimonta da Tamira Paszek. Nel 1º set sul 5-4 per l'austriaca la Wozniacki ha strappato due break e ha vinto il parziale per 7-5. La danese si è portata avanti 6-5 nel secondo set ma la Paszek ha annullato due match-point. L'austriaca si è aggiudicata la partita al tie-break. Al terzo set la Paszek è arrivata fino al 5-4 sul suo servizio e si è aggiudica l'incontro. Agnieszka Radwańska ha vinto facilmente contro Elena Vesnina per 6-2, 6-1. Sara Errani ha vinto il match contro Coco Vandeweghe che era stato sospeso proprio sul match point per la tennista italiana. Coco ha commesso un doppio fallo e il match si è concluso con il punteggio di 6-1, 6-3. La belga Kim Clijsters ha battuto la ceca Andrea Sestini Hlaváčková, con il punteggio di 6-3 6-3. Camila Giorgi ha battuto Anna Tatišvili avanzando così al terzo turno. È stata eliminata la testa di serie numero 13 del torneo Dominika Cibulková che è sconfitta da Klára Koukalová.

Sono passate al 3º anche Hsieh Su-wei, Sloane Stephens, Sabine Lisicki, Vera Zvonarëva, Heather Watson, Sorana Cîrstea, Marija Kirilenko e Peng Shuai.
| Incontri sui campi principali | Incontri sui campi principali               | Incontri sui campi principali               | Incontri sui campi principali |
| Incontri sul Centre Court     | Incontri sul Centre Court                   | Incontri sul Centre Court                   | Incontri sul Centre Court     |
| Turno                         | Vincitore                                   | Perdente                                    | Punteggio                     |
| ----------------------------- | ------------------------------------------- | ------------------------------------------- | ----------------------------- |
| 2º turno singolare maschile   | Roger Federer [3]                           | Fabio Fognini                               | 6–1, 6–3, 6–2                 |
| 1º turno singolare femminile  | Tamira Paszek                               | Caroline Wozniacki [7]                      | 5-7, 7-6(4), 6-4              |
| 2º turno singolare femminile  | Kim Clijsters                               | Andrea Sestini Hlaváčková                   | 6–3, 6–3                      |
| 2º turno singolare maschile   | Novak Đoković [1]                           | Ryan Harrison                               | 6–4, 6–4, 6–4                 |
| Incontri sul No. 1 Court      |                                             |                                             |                               |
| Turno                         | Vincitore                                   | Perdente                                    | Punteggio                     |
| 2º turno singolare femminile  | Arantxa Rus                                 | Samantha Stosur [5]                         | 6–2, 0-6, 6–4                 |
| 1º turno singolare maschile   | Andy Roddick [30]                           | Jamie Baker [WC]                            | 7–6(1), 6–4, 7–5              |
| 2º turno singolare femminile  | Marija Šarapova [1] vs. Cvetana Pironkova   | Marija Šarapova [1] vs. Cvetana Pironkova   | 7–6(3), 3–1 sospesa           |
| 2º turno singolare maschile   | Xavier Malisse vs. Gilles Simon [13]        | Xavier Malisse vs. Gilles Simon [13]        | Rinviato                      |
| Incontri sul No. 2 Court      |                                             |                                             |                               |
| Turno                         | Vincitore                                   | Perdente                                    | Punteggio                     |
| 2º turno singolare femminile  | Heather Watson                              | Jamie Hampton                               | 6-1,6-4                       |
| 2º turno singolare maschile   | Janko Tipsarević [8]                        | Ryan Sweeting                               | 5-7, 7-5, 6-4, 6-2            |
| 2º turno singolare maschile   | Richard Gasquet [18]                        | Ruben Bemelmans [Q]                         | 6–3, 6–4, 6–4                 |
| 2º turno singolare femminile  | Ekaterina Makarova vs. Angelique Kerber [8] | Ekaterina Makarova vs. Angelique Kerber [8] | Rinviato                      |

Teste di serie eliminate:
- Singolare maschile:  Stan Wawrinka [25]
- Singolare femminile: Samantha Stosur [5],  Caroline Wozniacki [7],  Li Na [11],  Dominika Cibulková [13],  Petra Cetkovská [23]
- Doppio maschile:  Mariusz Fyrstenberg /  Marcin Matkowski [3],  Colin Fleming /  Ross Hutchins [13]
- Doppio femminile: Nessuna

### 28 giugno (4º giorno)
Nella 4ª giornata si sono giocati gli incontri del secondo turno dei singolari e del primo e del secondo turno dei doppi maschili e femminili in base al programma della giornata

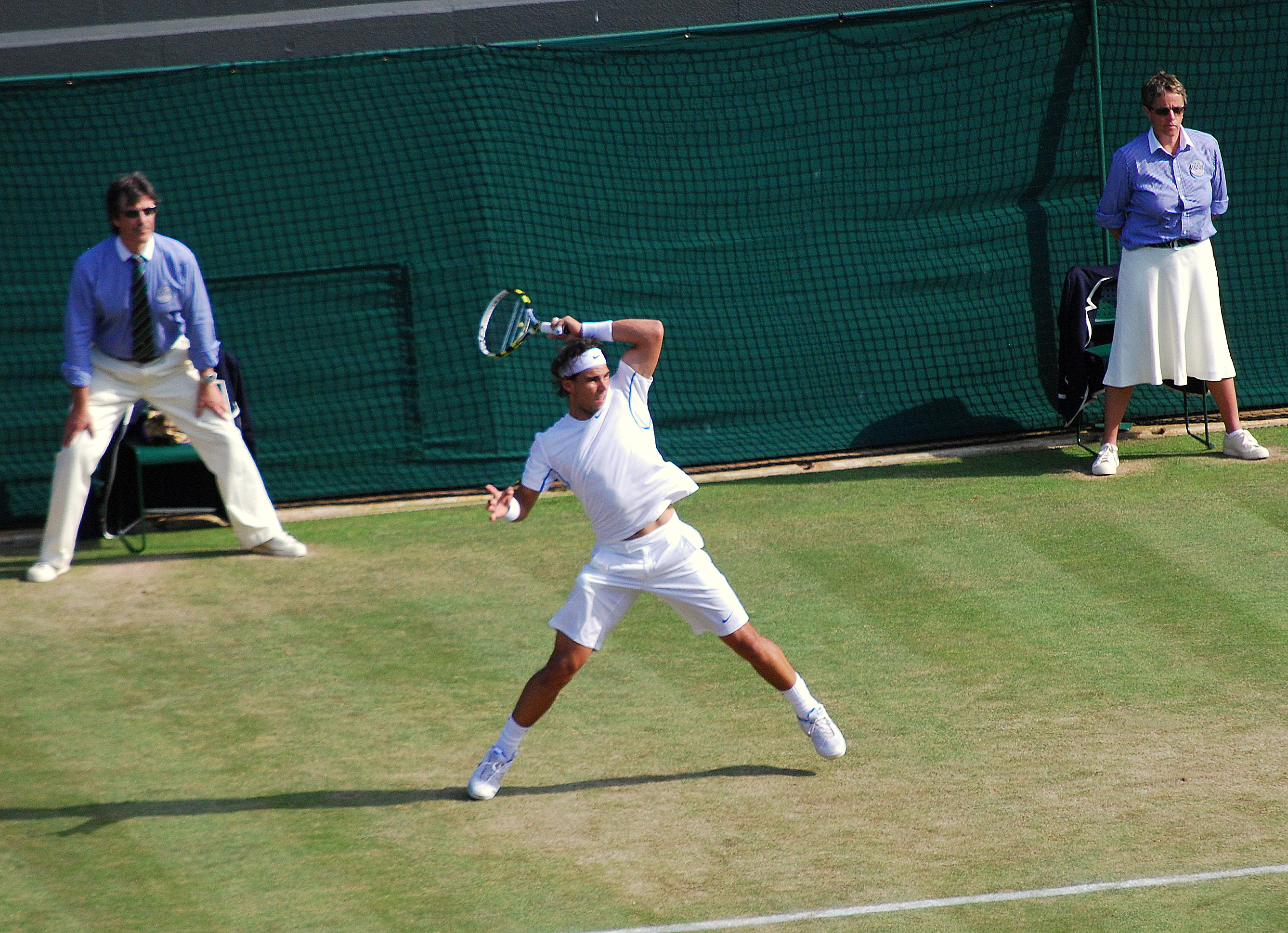
Rafael Nadal clamorosamente eliminato dal ceco Lukáš Rosol al secondo turno

Nel torneo del singolare maschile, Rafael Nadal è stato eliminato a sorpresa al secondo turno dal numero 100 dell'ATP, Lukáš Rosol.
Il primo set si è concluso al tie-break dove a prevalere è il maiorchino per 11 punti a 9. Il ceco si è aggiudica per 6-4 il 2º set con un break in apertura. Il terzo set è conquistato da Rosol che ha vinto il parziale per 6-4. Il numero 2 del mondo ha conquistato il set successivo con due break chiudendo sul 6-2. Il tetto è stato chiuso a causa dell'oscurità prima dell'inizio del quinto set. Rosol con 3 ace si è aggiudica il game decisivo e anche l'incontro.

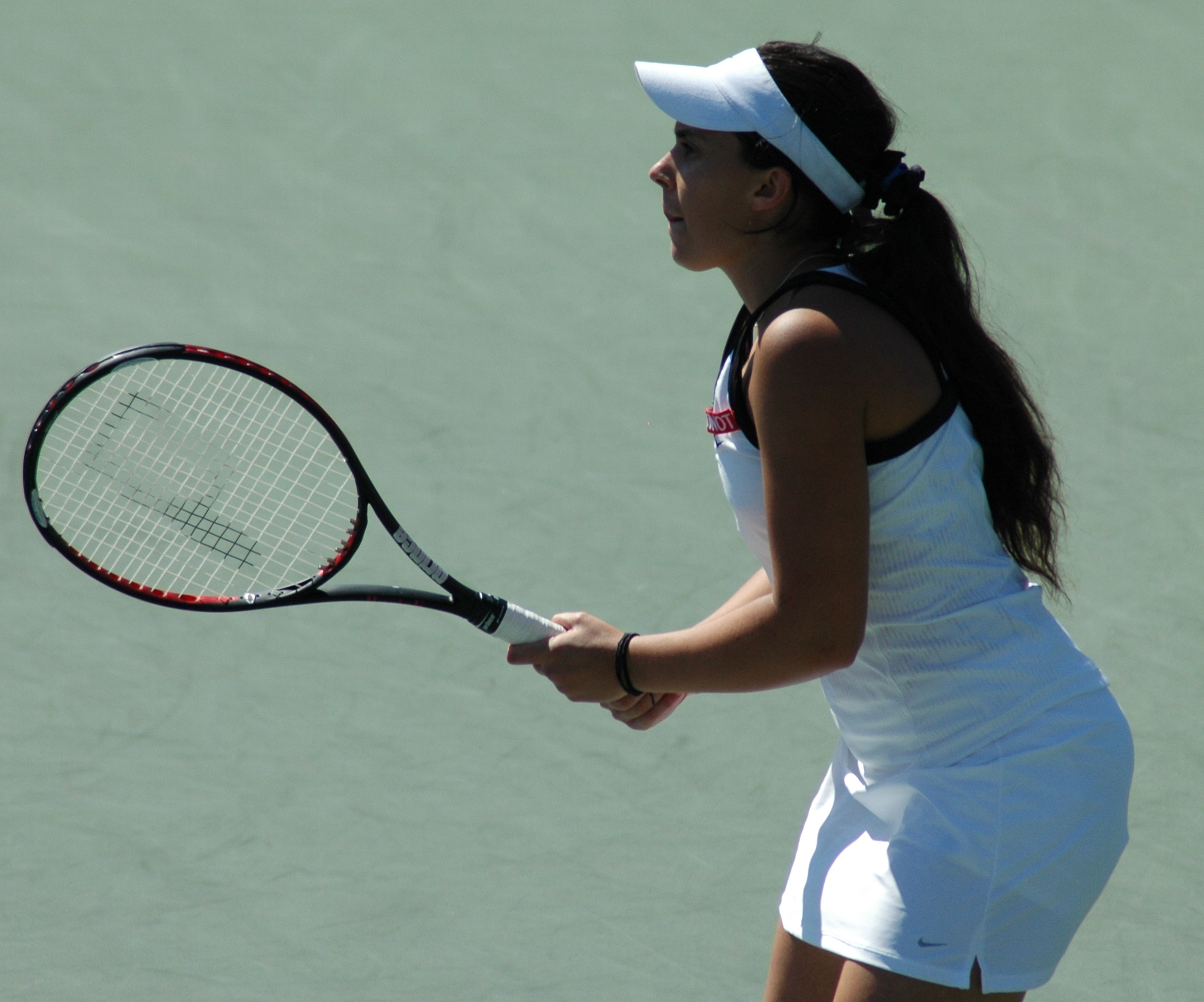
Marion Bartoli, la finalista del 2007, esce al 2º turno

Lo scozzese Andy Murray è passato al terzo turno battendo Ivo Karlović. Il match dello scozzese è durato quattro set e si è concluso con il punteggio di 7-5, 6-7, 6-2, 7-6. Mardy Fish ha vinto contro il britannico James Ward in cinque set. Andy Roddick ha battuto agevolmente il tedesco Björn Phau in tre set senza concedere nemmeno un break per 6-3, 7-6, 6-3.
David Ferrer ha vinto contro Kenny De Schepper in tre set. È uscita la testa di serie numero 13, Gilles Simon, che ha perso in tre set contro il belga Xavier Malisse che ha eliminato il francese. Jo-Wilfried Tsonga ha vinto contro lo spagnolo Guillermo García López. Il francese ha perso il primo set al tie-break, ma poi ha vinto in quattro set. L'ucraino, testa di serie numero 22, Aleksandr Dolhopolov è stato sconfitto da Benoît Paire, che ha battuto Dolhopolov in tre set.

Sono passati al 3º turno anche Juan Martín del Potro, Marin Čilić, Brian Baker, Kei Nishikori, Fernando Verdasco, David Goffin, Radek Štěpánek, Alejandro Falla, Lukáš Lacko, Philipp Kohlschreiber e Marcos Baghdatis.
Nel torneo del singolare femminile la numero 1 del mondo, Marija Šarapova, ha vinto il match interrotto per oscurità il giorno precedente contro Cvetana Pironkova. Serena Williams ha battuto Melinda Czink. Il primo set è stato vinto dall'americana mettendo a segno diversi break per aggiudicarsi nettamente il parziale. La statunitense ha vinto poi l'incontro aggiudicandosi il secondo set per sei giochi a quattro. La campionessa in carica Petra Kvitová ha vinto contro Elena Baltacha. Il primo set è stato nettamente a favore di Petra che non ha concesso nessun game alla Baltacha. Nel secondo set la Kvitová è andata in vantaggio 4-0, ma è stata rimontata fino al 4-3, ma alla fine ha vinto il set con il punteggio di 6-4. Viktoryja Azaranka ha eliminato la svizzera Romina Oprandi con il punteggio di 6-2, 6-0. È uscita dal torneo la francese Marion Bartoli che ha perso in due set da Mirjana Lučić-Baroni. Angelique Kerber ha vinto contro Ekaterina Makarova con il punteggio di 7-5, 6-3. Ha vinto anche Ana Ivanović contro l'ucraina Kateryna Bondarenko.

Sono passate al 3º turno Jie Zheng, Christina McHale, Julia Görges, Jaroslava Švedova, Roberta Vinci, Nadia Petrova, Tamira Paszek, Francesca Schiavone, Varvara Lepchenko, Yanina Wickmayer e Klára Koukalová.
| Incontri sui campi principali | Incontri sui campi principali | Incontri sui campi principali | Incontri sui campi principali |
| Incontri sul Centre Court     | Incontri sul Centre Court     | Incontri sul Centre Court     | Incontri sul Centre Court     |
| Turno                         | Vincitore                     | Perdente                      | Punteggio                     |
| ----------------------------- | ----------------------------- | ----------------------------- | ----------------------------- |
| 2º turno singolare femminile  | Serena Williams [6]           | Melinda Czink                 | 6-1, 6-4                      |
| 2º turno singolare maschile   | Andy Murray [4]               | Ivo Karlović                  | 7-5, 6–7(5), 6-2, 7–6(4)      |
| 2º turno singolare maschile   | Lukáš Rosol                   | Rafael Nadal [2]              | 6–7(9), 6-4, 6-4, 2-6, 6-4    |
| Incontri sul No. 1 Court      |                               |                               |                               |
| Turno                         | Vincitore                     | Perdente                      | Punteggio                     |
| 2º turno singolare femminile  | Marija Šarapova [1]           | Cvetana Pironkova             | 7–6(3), 6–7(3), 6-0           |
| 2º turno singolare maschile   | Mardy Fish [10]               | James Ward                    | 6-3, 5-7, 6-4, 6–7(3), 6-3    |
| 2º turno singolare maschile   | Sam Querrey                   | Milos Raonic [21]             | 6–7(3), 7–6(7), 3-3 sospesa   |
| Incontri sul No. 2 Court      |                               |                               |                               |
| Turno                         | Vincitore                     | Perdente                      | Punteggio                     |
| 2º turno singolare femminile  | Sara Errani [10]              | Anne Keothavong               | 6-1, 6-1                      |
| 2º turno singolare maschile   | David Ferrer [7]              | Kenny De Schepper             | 7–6(3), 6-2, 6-4              |
| 2º turno singolare maschile   | Andy Roddick [30]             | Björn Phau                    | 6-3, 7–6(1), 6-3              |
| 2º turno singolare femminile  | Viktoryja Azaranka [2]        | Romina Oprandi                | 6-2, 6-0                      |
| 2º turno singolare femminile  | Petra Kvitová [4]             | Elena Baltacha                | 6-0, 6-4                      |

Teste di serie eliminate:
- Singolare maschile:  Rafael Nadal [2],  Gilles Simon [13],  Aleksandr Dolhopolov [22]
- Singolare femminile:  Marion Bartoli [9],  Anastasija Pavljučenkova [31]
- Doppio maschile:  Marcel Granollers /  Marc López [9],  Alexander Peya  Nenad Zimonjić [6],  František Čermák /  Filip Polášek [11]
- Doppio femminile:  Gisela Dulko /  Paola Suárez [14],  Chia-Jung Chuang  Vera Duševina [16]

### 29 giugno (5º giorno)
Nella 5ª giornata si giocano gli incontri del terzo turno dei singolari e del primo e del secondo turno dei doppi maschili e femminili in base al programma della giornata

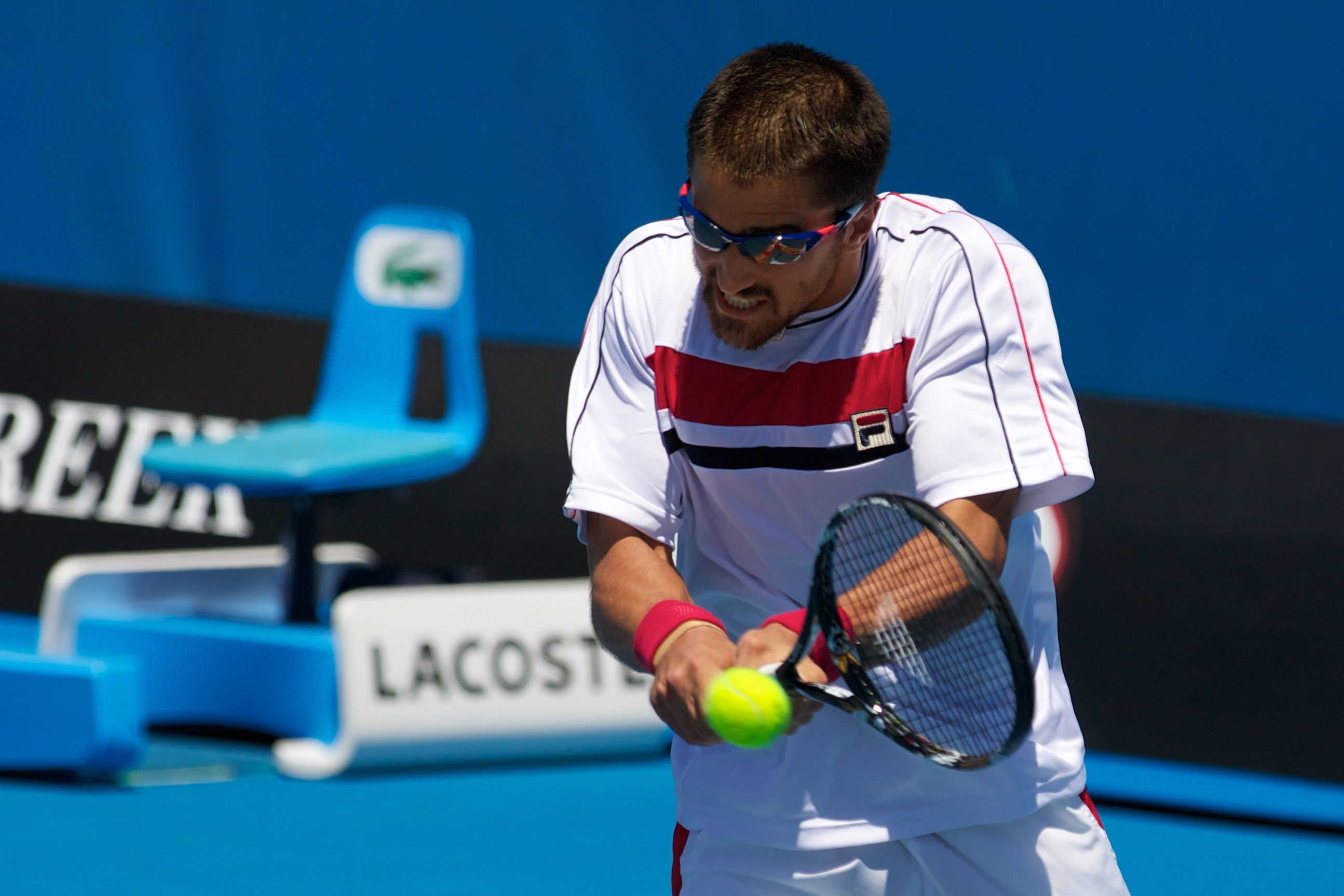
Janko Tipsarević viene sconfitto al 3º turno del torneo da Michail Južnyj

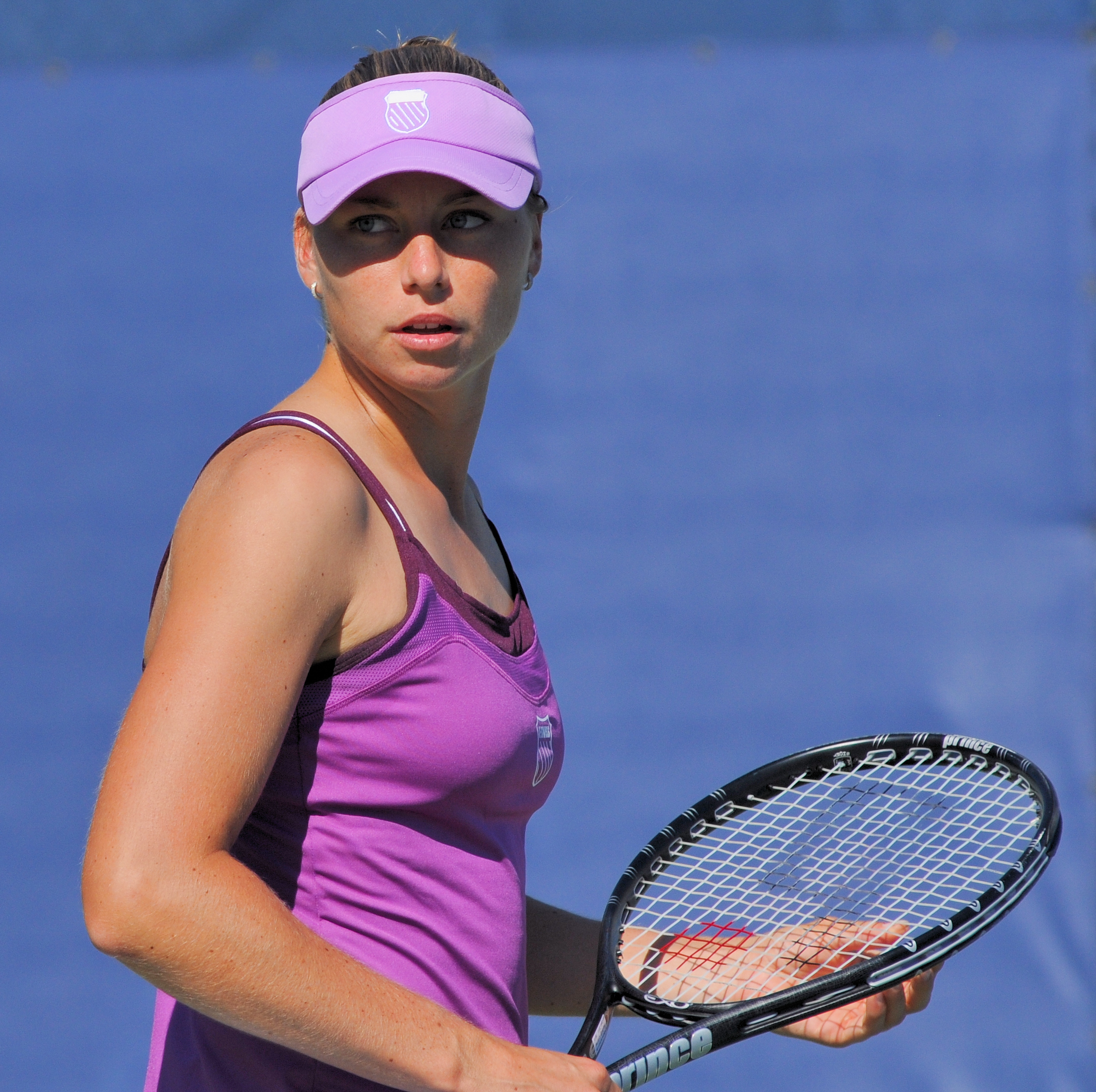
Vera Zvonarëva è stata costretta al ritiro nel suo match di 3º turno

Nel torneo del singolare maschile la prima testa di serie, Novak Đoković, ha sconfitto Radek Štěpánek con il punteggio finale di 4-6, 6-2, 6-2, 6-2. Lo svizzero Roger Federer ha vinto in rimonta contro Julien Benneteau. Il match si è protratto fino al 5º set ed è stato equilibrato fino all'inizio dell'ultimo parziale. Perso il primo set per sei giochi a quattro, l'elvetico è stato costretto al tie-break perso però nettamente per sette punti a tre. Anche il 4º set si è trascinato fino a tie-break, ma ad avere la meglio questa volta è stato il tennista di Basilea che ha vinto per otto punti a sei. Il 5º set è stato totalmente appannaggio del 6 volte campione di Wimbledon che viene vinto per sei giochi a uno. Il punteggio complessivo dell'incontro sarà 4-6, 6(3)–7, 6-2, 7–6(6), 6-1. Il francese Richard Gasquet ha eliminato in tre set Nicolás Almagro. Il serbo Janko Tipsarević, testa di serie numero 8, è stato eliminato al terzo turno da Michail Južnyj. Il russo ha vinto in quattro set con il punteggio di 6-3, 6-4, 3-6, 6-3. Il canadese Milos Raonic è stato eliminato dallo statunitense Sam Querrey che si è aggiudicato l'incontro in quattro set. Xavier Malisse ha eliminato un'altra testa di serie: lo spagnolo Fernando Verdasco. Verdasco ha vinto il primo set con un parziale di sei giochi a uno. Viktor Troicki ha eliminato la teste di serie numero 15 del torneo, Juan Mónaco, con il punteggio di 7-5, 7-5, 6-3. Il tedesco Florian Mayer ha battuto in cinque set una delle sorprese del torneo, il polacco Jerzy Janowicz. Denis Istomin è passato agli ottavi di finale grazie alla vittoria sul colombiano Alejandro Falla.
Nel torneo del singolare femminile la tennista russa Marija Šarapova ha passato il 3º turno battendo Hsieh Su-wei in due set. Il primo se lo è aggiudicato con il punteggio di 6-1. Nel secondo la siberiana è andata sotto 4-2, ma poi la campionessa di Wimbledon 2004 ha chiuso il set con 4 game consecutivi. Kim Clijsters è passata al 4º turno, eliminando la finalista del 2010 e testa di serie numero 12, Vera Zvonarëva. Agnieszka Radwańska ha vinto contro Heather Watson e ha passato il turno. Dopo 57 minuti di gioco la testa di serie numero 3 del tabellone ha battuto l'ultima britannica rimasta nel tabellone femminile con il punteggio di 6-0, 6-2. L'olandese Arantxa Rus è uscita dal torneo sconfitta da Peng Shuai. La tennista cinese ha chiuso l'incontro in meno di un'ora con il punteggio di 6-1, 6-2. La testa di serie numero 8, Angelique Kerber, ha passato il turno vincendo contro Christina McHale, battuta in due set con il punteggio di 6-2, 6-3. L'italiana Camila Giorgi, numero 145 del ranking WTA, ha raggiunto gli ottavi di finale del torneo battendo Nadia Petrova.
Sono avanzate al 4º turno anche Sabine Lisicki che ha battuto in tre set la diciannovenne statunitense Sloane Stephens per 7-6, 1-6, 6-2; la slovacca Jana Čepelová che ha vinto contro Anabel Medina Garrigues per 6-7, 7-6, 6-3; infine Marija Kirilenko ha superato Sorana Cîrstea in due set con il punteggio di 6-3, 6-1.
| Incontri sui campi principali | Incontri sui campi principali | Incontri sui campi principali | Incontri sui campi principali |
| Incontri sul Centre Court     | Incontri sul Centre Court     | Incontri sul Centre Court     | Incontri sul Centre Court     |
| Turno                         | Vincitore                     | Perdente                      | Punteggio                     |
| ----------------------------- | ----------------------------- | ----------------------------- | ----------------------------- |
| 3º turno singolare maschile   | Novak Đoković [1]             | Radek Štěpánek [28]           | 4-6, 6-2, 6-2, 6-2            |
| 3º turno singolare femminile  | Agnieszka Radwańska [3]       | Heather Watson                | 6-0, 6-2                      |
| 3º turno singolare maschile   | Roger Federer [3]             | Julien Benneteau [29]         | 4-6, 63-7, 6-2, 7-66, 6-1     |
| Incontri sul No. 1 Court      |                               |                               |                               |
| Turno                         | Vincitore                     | Perdente                      | Punteggio                     |
| 2º turno singolare maschile   | Sam Querrey                   | Milos Raonic [21]             | 6–7(3), 7–6(7), 7–6(6), 6-4   |
| 3º turno singolare femminile  | Marija Šarapova [1]           | Hsieh Su-wei                  | 6-1, 6-4                      |
| 3º turno singolare femminile  | Kim Clijsters                 | Vera Zvonarëva [12]           | 6-3, 4-3 ritiro               |
| 3º turno singolare maschile   | Richard Gasquet [18]          | Nicolás Almagro [12]          | 6-3, 6-4, 6-4                 |
| Incontri sul No. 2 Court      |                               |                               |                               |
| Turno                         | Vincitore                     | Perdente                      | Punteggio                     |
| 3º turno singolare maschile   | Viktor Troicki                | Juan Mónaco [15]              | 7-5, 7-5, 6-3                 |
| 3º turno singolare femminile  | Angelique Kerber [8]          | Christina McHale [28]         | 6-2, 6-3                      |
| 3º turno singolare maschile   | Michail Južnyj [26]           | Janko Tipsarević [8]          | 6-3, 6-4, 3-6, 6-3            |

Teste di serie eliminate:
- Singolare maschile:  Janko Tipsarević [8],  Nicolás Almagro [12],  Juan Mónaco [15],  Fernando Verdasco [17],  Milos Raonic [21],  Radek Štěpánek [28],  Julien Benneteau [29]
- Singolare femminile:  Vera Zvonarëva [12],  Nadia Petrova [20],  Anabel Medina Garrigues [26],  Christina McHale [28]
- Doppio maschile:  Maks Mirny /  Daniel Nestor [1],  Santiago González /  Christopher Kas [12],  Eric Butorac /  Jamie Murray [14]
- Doppio femminile:  Květa Peschke /  Katarina Srebotnik [3],  Iveta Benešová /  Barbora Strýcová [8]

### 30 giugno (6º giorno)
Nella 6ª giornata si sono giocati gli incontri del terzo turno dei singolari e del primo e del secondo turno dei doppi maschili e femminili e misto. Sono iniziati i tornei riservati alla categoria juniores in base al programma della giornata

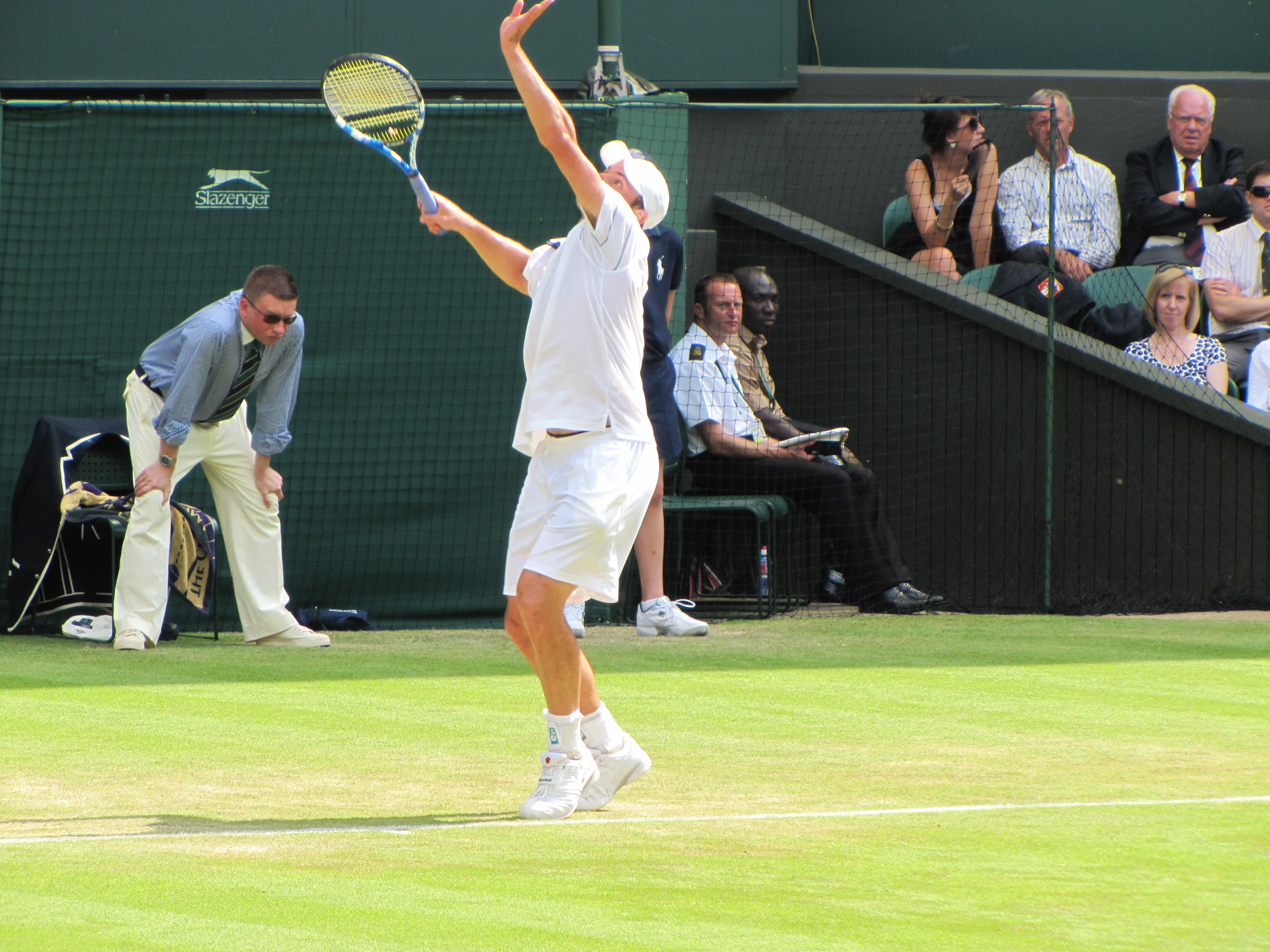
Andy Roddick, tre volte finalista a Wimbledon, viene eliminato al 3º turno da David Ferrer

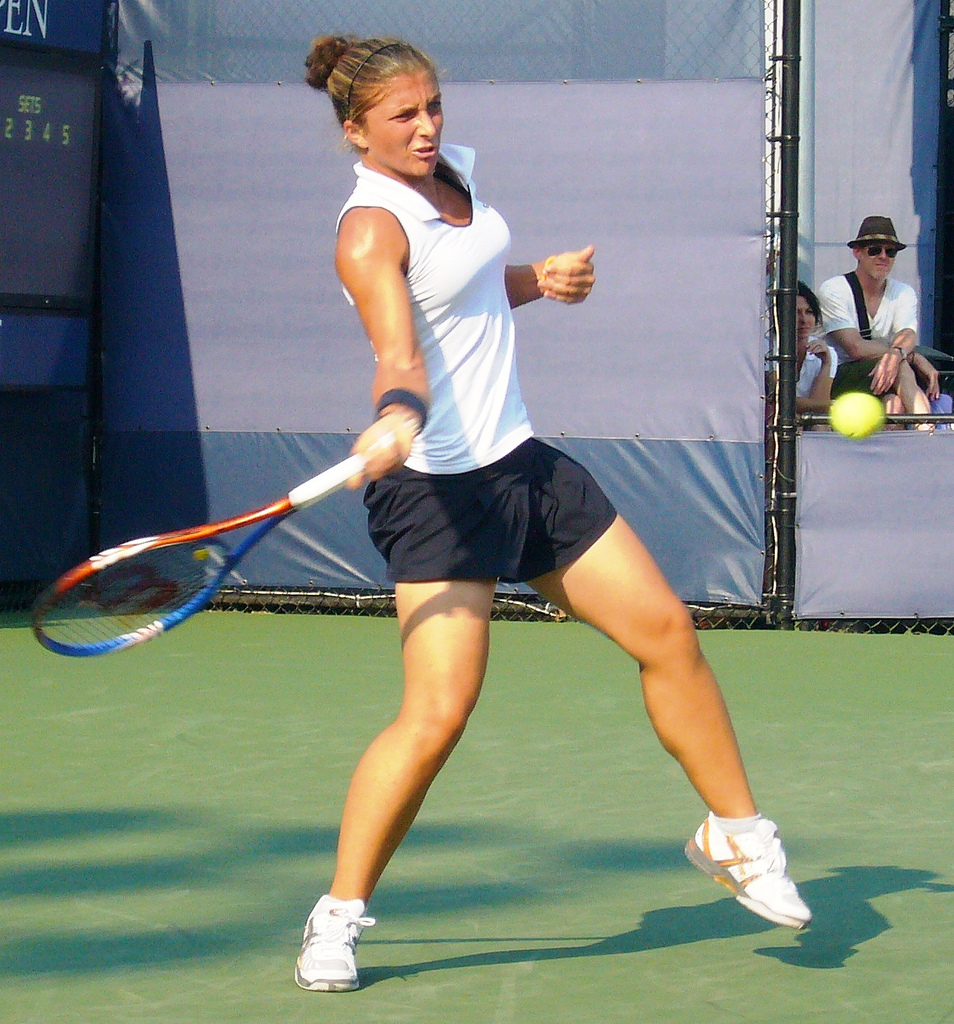
Sara Errani esce dal torneo dopo aver subito un golden set

Nel torneo del singolare maschile Andy Murray ha battuto il cipriota Marcos Baghdatis nel suo incontro di terzo turno. Nel primo set lo scozzese è riuscito a conquistare la prima frazione con il punteggio di 7-5. Nel secondo set il britannico ha perso per 6 giochi a 3. Il terzo set è incominciato dopo la chiusura del tetto per oscurità. Il terzo set è terminato con il punteggio di 7-5. Nel quarto e ultimo set Baghdatis ha vinto solo il primo game cedendo allo scozzese.
Lo spagnolo David Ferrer ha eliminato la teste di serie numero 30 del torneo Andy Roddick.
Il semifinalista del 2011, Jo-Wilfried Tsonga ha vinto contro Lukáš Lacko, numero 60 dell'ATP. Il francese si è aggiudicato l'incontro in tre set, con il punteggio di 6-4, 6-3, 6-3. Anche Juan Martín del Potro ha battuto in tre set Kei Nishikori con il punteggio finale di 6-3, 7-6, 6-1.
L'americano Mardy Fish ha battuto il belga David Goffin. È uscito al terzo turnoLukáš Rosol, che è stato sconfitto dal tedesco Philipp Kohlschreiber in tre set con il punteggio di 6-2, 6-3, 7-6. L'americano Brian Baker ha battuto nella sua sfida di terzo turno per 6-4, 4-6, 6-1, 6-3 il francese Benoît Paire. Il vincitore del Torneo del Queen's, il croato Marin Čilić, ha battuto Sam Querrey con il punteggio di 7–6(6), 6-4, 6(2)–7, 6(3)–7, 17-15.
Nel torneo del singolare femminile Serena Williams ha battuto sul Centre Court Jie Zheng. Nel primo set la Willams ha perso il tie-break per 7-5. La Williams ha conquistato il secondo set per 6-2. Nel terzo si è arrivati fino al 16° gioco e Serena ha vinto per 9-7 dopo tre ore di gioco. La detentrice del titolo, Petra Kvitová, ha battuto la statunitense Varvara Lepchenko in 53 minuti di gioco sul No. 1 Court approdanndo al turno successivo. La bielorussa Viktoryja Azaranka, testa di serie numero 2 e campionessa degli Australian Open, ha sconfitto Jana Čepelová, slovacca proveniente dalle qualificazioni, con il punteggio di 6-3 6-3 raggiungendo gli ottavi di finale del torneo. La testa di serie numero 14 Ana Ivanović, ha superato con il punteggio di 3-6, 6-3, 6-4 la tedesca Julia Görges per approdare agli ottavi di finale.
L'austriaca ventunenne Tamira Paszek ha superato in rimonta con il risultato di 2-6, 7-6, 7-5 Yanina Wickmayer. Francesca Schiavone ha raggiunto gli ottavi di finale battendo Klára Koukalová, numero 30 del ranking WTA. Sara Errani ha ceduto a Jaroslava Švedova che, dopo i quarti di finale dalle qualificazioni al Roland Garros ha battuto la milanese, testa di serie numero 10, con il punteggio di 6-0, 6-4. Roberta Vinci ha battuto la croata Mirjana Lučić-Baroni con il punteggio di 7-6 (7-4) , 7-6 (7-3).
| Incontri sui campi principali | Incontri sui campi principali         | Incontri sui campi principali          | Incontri sui campi principali       |
| Incontri sul Centre Court     | Incontri sul Centre Court             | Incontri sul Centre Court              | Incontri sul Centre Court           |
| Turno                         | Vincitore                             | Perdente                               | Punteggio                           |
| ----------------------------- | ------------------------------------- | -------------------------------------- | ----------------------------------- |
| 3º turno singolare femminile  | Serena Williams [6]                   | Jie Zheng [25]                         | 6–7(5), 6-2, 9-7                    |
| 3º turno singolare maschile   | David Ferrer [7]                      | Andy Roddick [30]                      | 2–6, 7–6(8), 6–4, 6–3               |
| 3º turno singolare maschile   | Andy Murray [4]                       | Marcos Baghdatis                       | 7–5, 3–6, 7–5, 6–1                  |
| Incontri sul No. 1 Court      |                                       |                                        |                                     |
| Turno                         | Vincitore                             | Perdente                               | Punteggio                           |
| 3º turno singolare femminile  | Petra Kvitová [4]                     | Varvara Lepchenko                      | 6-1, 6-0                            |
| 3º turno singolare maschile   | Juan Martín del Potro [9]             | Kei Nishikori [19]                     | 6-3, 7–6(3), 6-1                    |
| 3º turno singolare maschile   | Jo-Wilfried Tsonga [5]                | Lukáš Lacko                            | 6–4, 6–3, 6–3                       |
| 2º turno doppio misto         | Dominic Inglot [WC] Laura Robson [WC] | Jürgen Melzer [12] Iveta Benešová [12] | 6–3, 3–6, 6–1                       |
| Incontri sul No. 2 Court      |                                       |                                        |                                     |
| Turno                         | Vincitore                             | Perdente                               | Punteggio                           |
| 3º turno singolare femminile  | Ana Ivanović [14]                     | Julia Görges [22]                      | 3-6, 6-3, 6-4                       |
| 3º turno singolare femminile  | Viktoryja Azaranka [2]                | Jana Čepelová                          | 6-3, 6-3                            |
| 3º turno singolare maschile   | Marin Čilić [16]                      | Sam Querrey                            | 7–6(6), '6–4, 6–7(2), 6–7(3), 17–15 |

Teste di serie eliminate:
- Singolare maschile:  Kei Nishikori [19],  Andy Roddick [30]
- Singolare femminile:  Sara Errani [10],  Julia Görges [22],  Zheng Jie [25]
- Doppio maschile:  André Sá /  Bruno Soares [16]
- Doppio femminile:  Irina-Camelia Begu /  Monica Niculescu [15]
- Doppio misto:  Mahesh Bhupathi /  Sania Mirza [5],  Jürgen Melzer /  Iveta Benešová [12],  Fabio Fognini /  Sara Errani [13],  David Marrero /  Nuria Llagostera Vives [14]

### Middle Sunday (1º luglio)
Nella 1ª domenica del torneo non viene giocato alcun incontro; questo giorno viene tradizionalmente chiamato "Middle Sunday"

### 2 luglio (7º giorno)
Nella 7ª giornata si sono giocati gli incontri del quarto turno dei singolari e del 2º e 3º turno dei doppi maschili, femminili e misto. Sono andati avanti i tornei riservati alla categoria juniores in base al programma della giornata

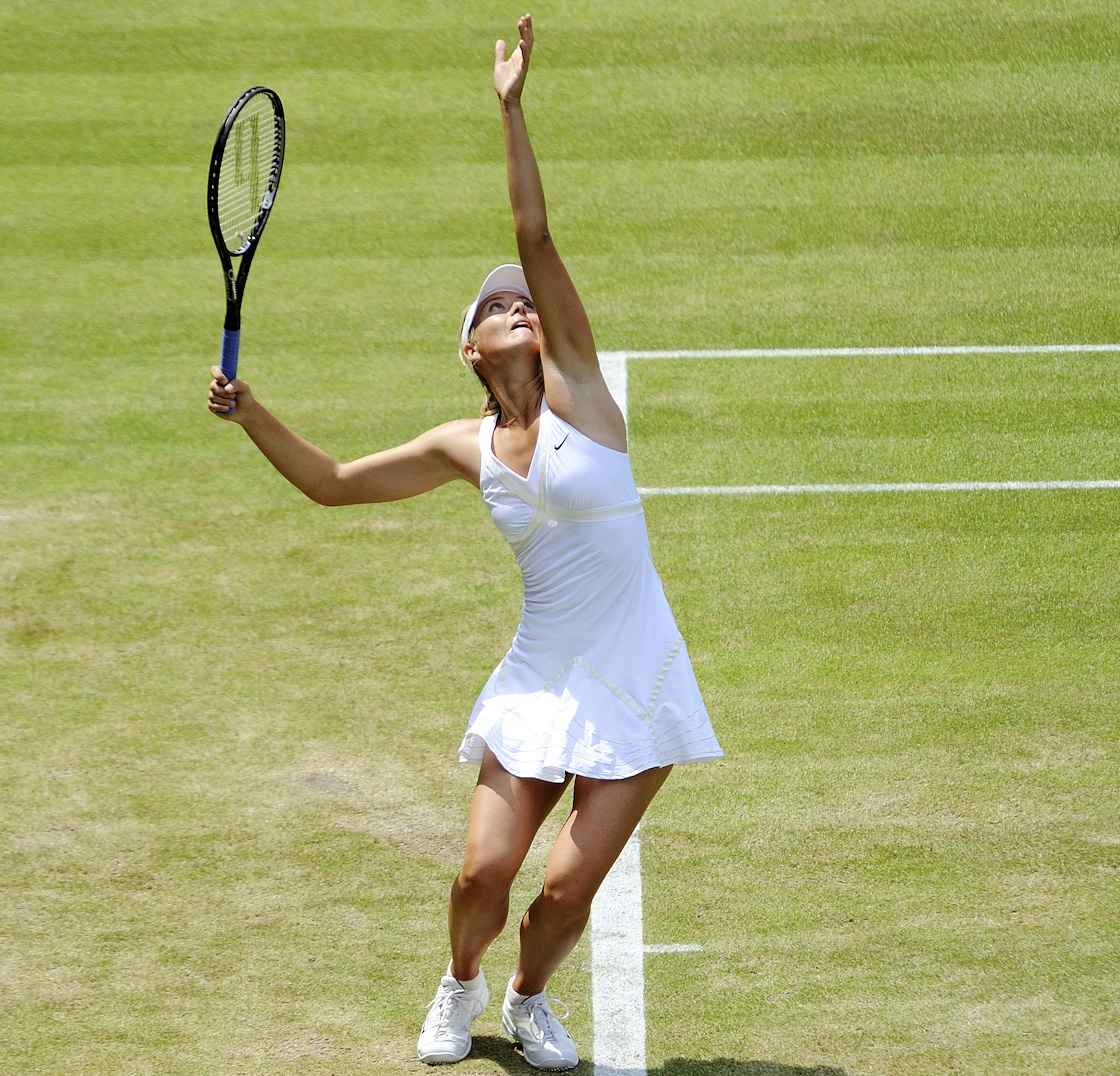
Marija Šarapova, numero 1 del mondo, esce agli ottavi di finale

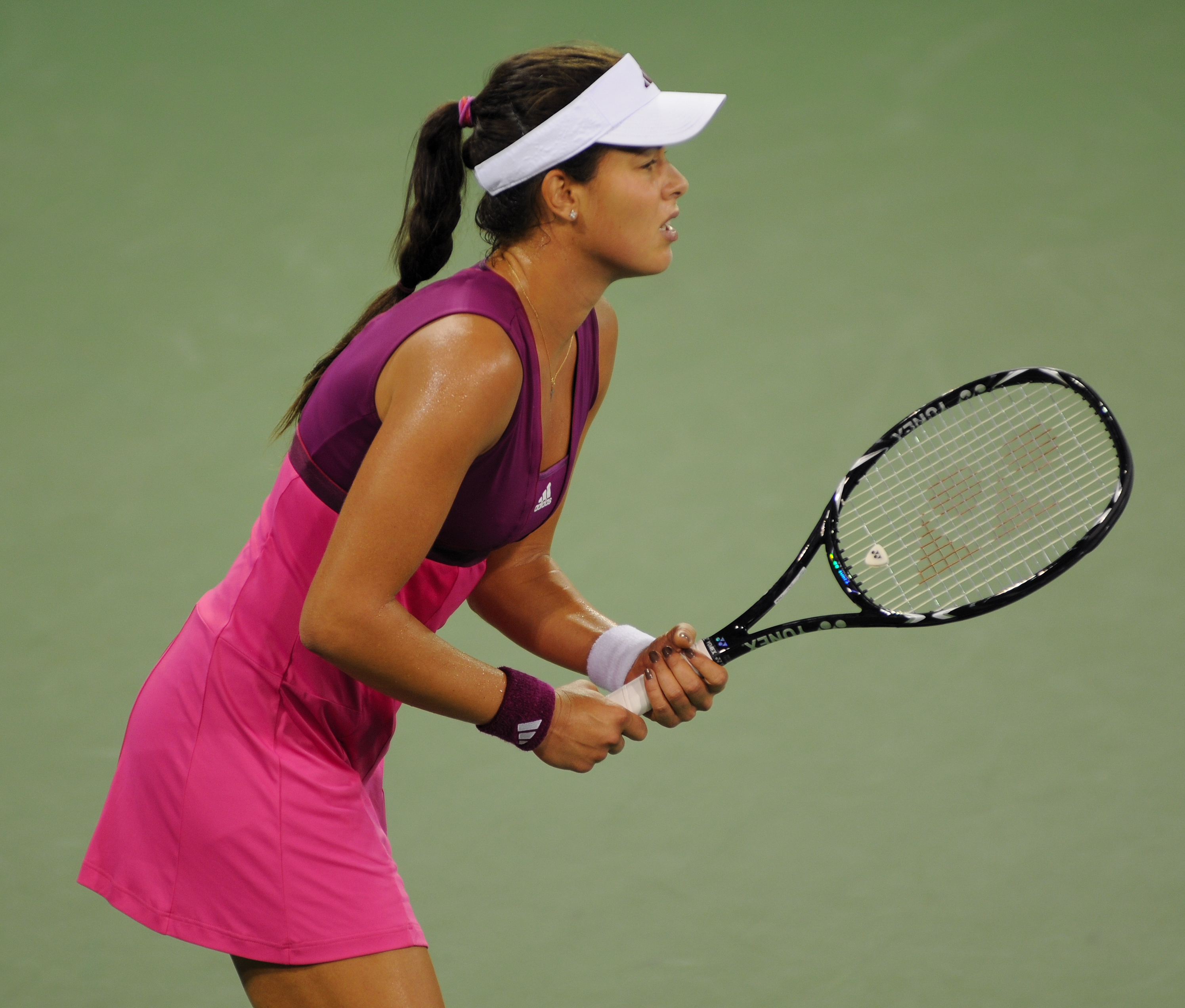
Ana Ivanović esce ai quarti perdendo contro Viktoryja Azaranka

Nel torneo del singolare maschile il serbo Novak Đoković ha battuto il connazionale Viktor Troicki. Nel 1º set Ðokovic si è portato fino al 5-2 e ha chiuso il set al game successivo. Nel secondo set Ðokovic non ha mai perso il suo turno di servizio e ha vinto per 6 giochi a 1. Il terzo set è sempre appannaggio di Novak che ha chiuso il set e l'incontro con il punteggio di 6-3. Il risultato complessivo dell'incontro è stato 6-3, 6-1, 6-3. Roger Federer ha battuto in quattro set il belga Xavier Malisse, numero 75 del ranking ATP. Lo svizzero ha perso solo il quarto parziale ma ha chiuso a suo favore l'incontro con il punteggio complessivo di 7–6(1), 6-1, 4-6, 6–3
Il russo Michail Južnyj ha raggiunto i quarti di finale per la prima volta alla sua dodicesima partecipazione a Wimbledon battendo in cinque set l'uzbeko Denis Istomin con il punteggio finale di 6-3, 5-7, 6-4, 6-7 (5-7), 7-5.
Nel torneo del singolare femminile la numero 15 del seeding, Sabine Lisicki, ha battuto Marija Šarapova per la prima volta in carriera. Il match si è concluso in soli due set vinti entrambi vinti da Sabine rispettivamente per 6-4 e 6-3.Viktoryja Azaranka ha vinto contro la Ana Ivanović tornando numero uno del mondo. L'Azaranka è riuscita a estromettere la serba dal torneo con il punteggio di 6-1, 6-0. L'americana Serena Williams è passata al turno successivo battendo Jaroslava Švedova. L'incontro è stato altalenante: il primo set è a favore della statunitense che vince per 6 giochi a 1. Completamente inverso è l'andamento del secondo parziale vinto da Jaroslava per 6-2. Il terzo e decisivo set è più combattuto degli altri ma Serena è riuscita ad avere la meglio aggiudicandosi il parziale per 7 giochi a 5. La tedesca Angelique Kerber ha battuto con il punteggio di 6-1 6-1 Kim Clijsters. La russa Marija Kirilenko ha vinto il suo incontro di ottavi di finale al terzo set contro la cinese Peng Shuai con il punteggio di 6-1, 6-7, 6-3.
Francesca Schiavone ha perso contro Petra Kvitová, campionessa in carica di Wimbledon. La numero 3 del mondo, Agnieszka Radwańska, ha battuto in due set Camila Giorgi con il punteggio finale di 6-2, 6-3. L'italiana Roberta Vinci ha perso contro Tamira Paszek.
| Incontri sui campi principali | Incontri sui campi principali                  | Incontri sui campi principali                  | Incontri sui campi principali |
| Incontri sul Centre Court     | Incontri sul Centre Court                      | Incontri sul Centre Court                      | Incontri sul Centre Court     |
| Turno                         | Vincitore                                      | Perdente                                       | Punteggio                     |
| ----------------------------- | ---------------------------------------------- | ---------------------------------------------- | ----------------------------- |
| 4º turno singolare maschile   | Roger Federer [3]                              | Xavier Malisse                                 | 7–6(1), 6-1, 4-6, 6–3         |
| 4º turno singolare femminile  | Viktoryja Azaranka [2]                         | Ana Ivanović [14]                              | 6-1, 6-0                      |
| 4º turno singolare maschile   | Novak Đoković [1]                              | Viktor Troicki                                 | 6-3, 6-1, 6-3                 |
| Incontri sul No. 1 Court      |                                                |                                                |                               |
| Turno                         | Vincitore                                      | Perdente                                       | Punteggio                     |
| 4º turno singolare femminile  | Sabine Lisicki [15]                            | Marija Šarapova [1]                            | 6-4, 6-3                      |
| 4º turno singolare maschile   | Marin Čilić [16] vs. Andy Murray [4]           | Marin Čilić [16] vs. Andy Murray [4]           | 5-7, 1-3 sospesa              |
| 4º turno singolare maschile   | David Ferrer [7] vs. Juan Martín del Potro [9] | David Ferrer [7] vs. Juan Martín del Potro [9] | Rinviato                      |
| Incontri sul No. 2 Court      |                                                |                                                |                               |
| Turno                         | Vincitore                                      | Perdente                                       | Punteggio                     |
| 4º turno singolare femminile  | Serena Williams [6]                            | Jaroslava Švedova                              | 6–1, 2-6, 7–5                 |
| 4º turno singolare femminile  | Agnieszka Radwańska [3]                        | Camila Giorgi                                  | 6-2, 6-3                      |
| 4º turno singolare maschile   | Jo-Wilfried Tsonga [5] vs. Mardy Fish [10]     | Jo-Wilfried Tsonga [5] vs. Mardy Fish [10]     | 4-6, 1-1 sospesa              |

Teste di serie eliminate:
- Singolare maschile: Nessuna
- Singolare femminile: Marija Šarapova [1],  Ana Ivanović [14],  Roberta Vinci [21],  Francesca Schiavone [24],  Peng Shuai [30]
- Doppio maschile: Nessuna
- Doppio femminile: Nessuna
- Doppio misto: Nessuna

### 3 luglio (8º giorno)
Nella 8ª giornata si sono giocati gli incontri del quarto turno del singolare maschile, i quarti di finale del singolare femminile e del 2º e 3º turno dei doppi maschili, femminili e misto. Sono andati avanti i tornei riservati alla categoria juniores in base al programma della giornata

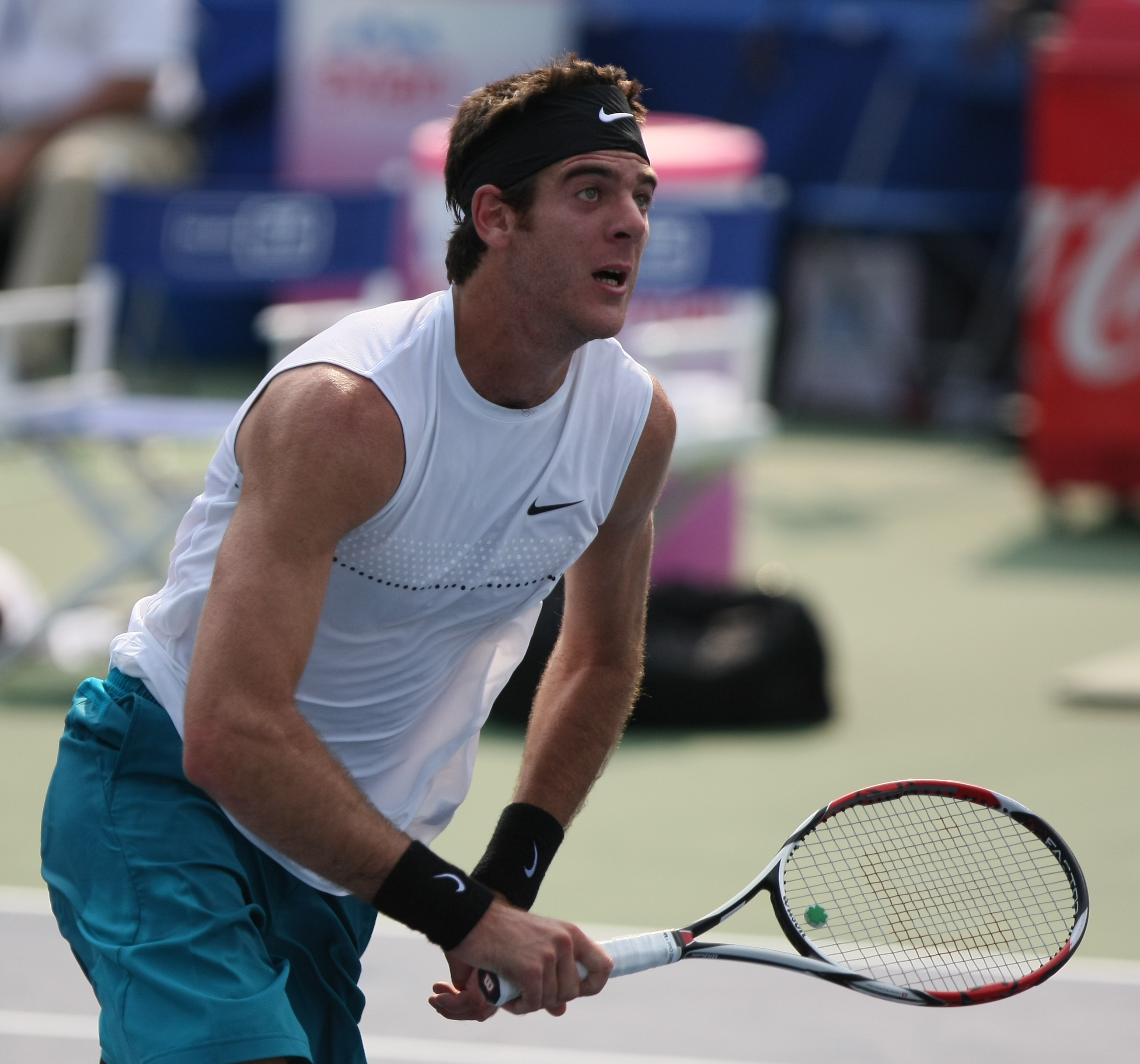
Juan Martín del Potro esce ai quarti di finale del torneo del singolare maschile

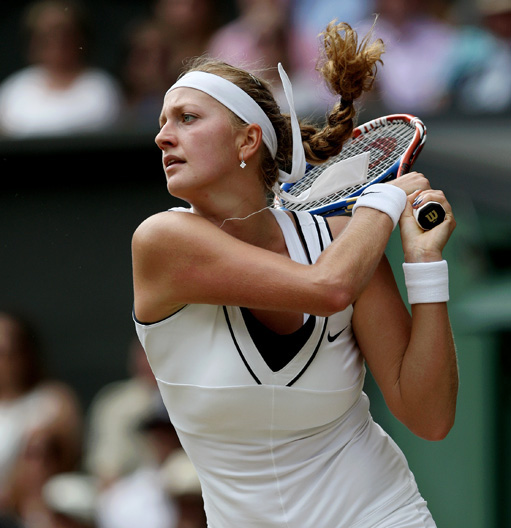
Petra Kvitová, vincitrice del 2011, esce ai quarti di finale

Nel torneo del singolare maschile David Ferrer ha battuto Juan Martín del Potro con il punteggio finale di 6-3, 6-2, 6-3.Andy Murray è approdato ai quarti di finale eliminando Marin Čilić, sconfitto in un match durato tre set. il match si è concluso con il punteggio di 7-5, 6-2, 6-3 dopo che era stato interrotto 3 volte a causa della pioggia.
Dopo tre interruzioni Jo-Wilfried Tsonga è riuscito a superare Mardy Fish. Fish aveva vinto il 1º set nel giorno precedente ma ha perso i rimanenti parziali: alla fine il punteggio complessivo è stato di 4-6, 7-6, 6-4, 6-4.
Richard Gasquet è uscito al quarto turno dopo essere stato l'unico a non cedere set nella prima settimana: ha perso contro la testa di serie numero 31, Florian Mayer. Il match era stato interrotto il giorno prima dopo il primo set vinto dal tedesco che è riuscito comunque a chiudere per 6-3, 6-1, 3-6, 6-2.
L'americano Brian Baker ha perso contro il tedesco Philipp Kohlschreiber: il punteggio finale è stato di 6-1, 7-6, 6-3 a favore di Kohlschreiber.
Nel torneo del singolare femminile la campionessa uscente Petra Kvitová ha perso contro Serena Williams. La ceca ha perso il primo set con il punteggio di 6-2. Il secondo set è stato equilibrato fino al 4-5, ma è stato vinto dalla statunitense per sette giochi a cinque. Angelique Kerber ha battuto Sabine Lisicki ed è approdata al turno successivo vincendo per 6-3, 6-7(7-9), 7-5.Viktoryja Azaranka ha battuto l'austriaca Tamira Paszek. La bielorussa, testa di serie numero 2 del torneo, è riuscita a prevalere per 6-3, 7–6(4).Agnieszka Radwańska, numero 3 del seeding, ha raggiunto la sua prima semifinale Slam battendo la russa Marija Kirilenko: l'incontro si è concluso con il punteggio di 7-5, 4-6, 7-5.
| Incontri sui campi principali        | Incontri sui campi principali                                                         | Incontri sui campi principali                                                         | Incontri sui campi principali |
| Incontri sul Centre Court            | Incontri sul Centre Court                                                             | Incontri sul Centre Court                                                             | Incontri sul Centre Court     |
| Turno                                | Vincitore                                                                             | Perdente                                                                              | Punteggio                     |
| ------------------------------------ | ------------------------------------------------------------------------------------- | ------------------------------------------------------------------------------------- | ----------------------------- |
| 4º turno singolare maschile          | David Ferrer [7]                                                                      | Juan Martín del Potro [9]                                                             | 6-3, 6-2, 6-3                 |
| Quarti di finale singolare femminile | Serena Williams [6]                                                                   | Petra Kvitová [4]                                                                     | 6-3, 7-5                      |
| Quarti di finale singolare femminile | Angelique Kerber [8]                                                                  | Sabine Lisicki [15]                                                                   | 6-3, 6(7)-7, 7-5              |
| Quarti di finale singolare femminile | Viktoryja Azaranka [2]                                                                | Tamira Paszek                                                                         | 6-3, 7-6(4)                   |
| Quarti di finale singolare femminile | Agnieszka Radwańska [3]                                                               | Marija Kirilenko [17]                                                                 | 7-5, 4-6, 7-5                 |
| Incontri sul No. 1 Court             |                                                                                       |                                                                                       |                               |
| Turno                                | Vincitore                                                                             | Perdente                                                                              | Punteggio                     |
| 4º turno singolare maschile          | Andy Murray [4]                                                                       | Marin Čilić [16]                                                                      | 7-5, 6-2, 6-3                 |
| Incontri sul No. 2 Court             |                                                                                       |                                                                                       |                               |
| Turno                                | Vincitore                                                                             | Perdente                                                                              | Punteggio                     |
| 4º turno singolare maschile          | Jo-Wilfried Tsonga [5]                                                                | Mardy Fish [10]                                                                       | 4-6, 7-6(4), 6-4, 6-4         |
| 3º turno doppio maschile             | Steve Darcis / Olivier Rochus vs. Robert Lindstedt [5] / Horia Tecău [5]              | Steve Darcis / Olivier Rochus vs. Robert Lindstedt [5] / Horia Tecău [5]              | 4–6, sospesa                  |
| 2º turno doppio misto                | Mariusz Fyrstenberg [9] / Abigail Spears [9] vs. Michail Kukuškin / Jaroslava Švedova | Mariusz Fyrstenberg [9] / Abigail Spears [9] vs. Michail Kukuškin / Jaroslava Švedova | Cancellato                    |

Teste di serie eliminate:
- Singolare maschile:  Juan Martín del Potro [9],  Mardy Fish [10],  Marin Čilić [16],  Richard Gasquet [18]
- Singolare femminile:  Petra Kvitová [4],  Sabine Lisicki [15],  Marija Kirilenko [17]
- Doppio maschile:  Leander Paes /  Radek Štěpánek [4],  Mahesh Bhupathi /  Rohan Bopanna [7],  Aisam-ul-Haq Qureshi /  Jean-Julien Rojer [8]
- Doppio femminile:  Galina Voskoboeva /  Jaroslava Švedova [7],  Natalie Grandin /  Vladimíra Uhlířová [11]
- Doppio misto: Nessuna

### 4 luglio (9º giorno)
Nella 9ª giornata si sono giocati gli incontri dei quarti di finale del singolare maschile, del 2º, 3º turno e quarti di finale dei doppi maschili, femminili e misto. Sono andati avanti i tornei riservati alla categoria juniores in base al programma della giornata

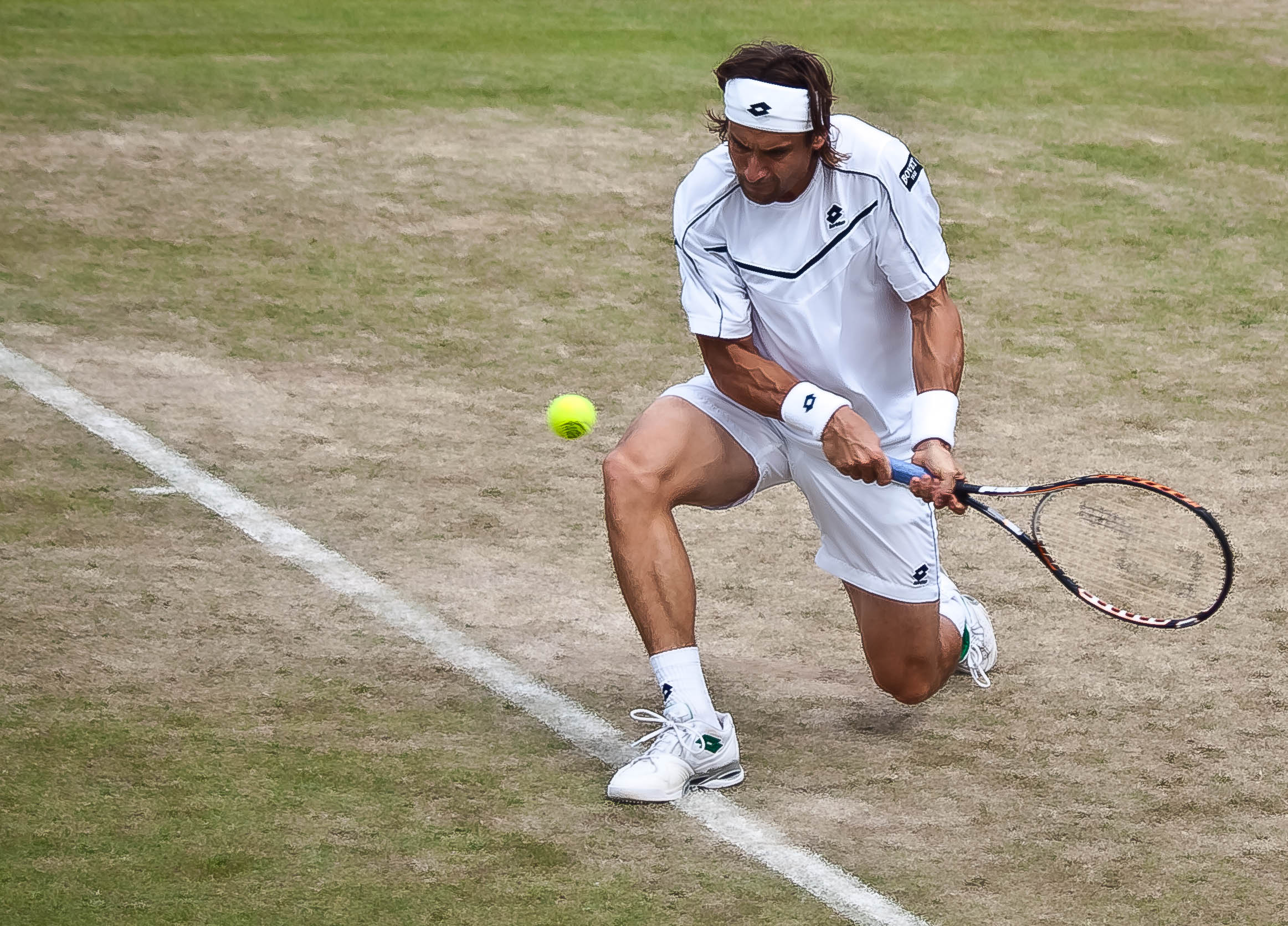
David Ferrer esce ai quarti di finale

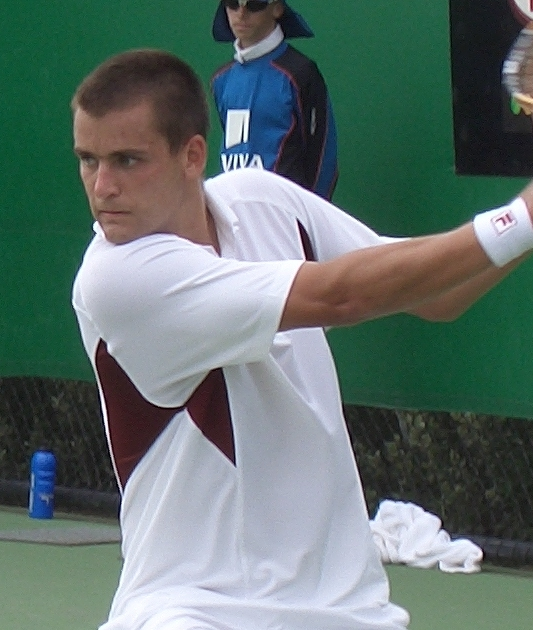
Michail Južnyj perde ai quarti contro Roger Federer

Nel torneo del singolare maschile Roger Federer ha sconfitto il russo Michail Južnyj con il punteggio di 6-1, 6-2, 6-2 accedendo così alle semifinali. Federer con questo risultato è arrivato a quota 32 semifinali in un torneo del Grande Slam e ha superato Jimmy Connors (31).
Il serbo Novak Đoković ha ottenuto la nona semifinale Slam consecutiva battendo Florian Mayer. Nel primo set Mayer è andato avanti di un break, ma Ðokovic ha reagito e ha vinto il parziale per sei giochi a quattro. I rimanenti parziali sono stati vinti rispettivamente con il punteggio di 6–1, 6–4.
Andy Murray ha sconfitto lo spagnolo David Ferrer accedendo così alle semifinali. I primi due set sono stati entrambi equilibrati e si sono conclusi al tie-break: il primo è andato a favore di Ferrer che l'ha fatto suo per sette punti a cinque. Il secondo è stato appannaggio dello scozzese per otto punti a sei. Anche il terzo set è equilibrato ma grazie a un break Murray è riuscito a vincere per sei giochi a quattro. Anche il quarto set si è concluso con il tie-break e così come nel secondo set il tennista britannico ha fatto suo il set e l'incontro con il punteggio complessivo di 6(5)–7, 7–6(6), 6-4, 7–6(4).
Sul campo numero 1 Jo-Wilfried Tsonga ha battuto il tedesco Philipp Kohlschreiber qualificandosi per le semifinali, la sua terza semifinale di uno Slam. Il 1º set si è deciso al tie-break che il francese ha chiuso con un ace sul punteggio di sei punti a cinque. Nel secondo set Kohlschreiber dopo un break e relativo contro-break si è aggiudicato la seconda partita per sei giochi a quattro. La terza partita è andata al tie-break vinto dal transalpino ancora una volta ma con un punteggio più netto rispetto al primo set, infatti si è concluso con appena 3 punti conquistati dal tedesco. Nell'ultimo set Kohlschreiber non ha retto Tsonga e ha perso con il punteggio di 6 a 2.
| Incontri sui campi principali       | Incontri sui campi principali                                                                          | Incontri sui campi principali                                                                          | Incontri sui campi principali |
| Incontri sul Centre Court           | Incontri sul Centre Court                                                                              | Incontri sul Centre Court                                                                              | Incontri sul Centre Court     |
| Turno                               | Vincitore                                                                                              | Perdente                                                                                               | Punteggio                     |
| ----------------------------------- | --- | --- | ----------------------------- |
| Quarti di finale singolare maschile | Roger Federer [3]                                                                                      | Michail Južnyj [26]                                                                                    | 6–1, 6–2, 6–2                 |
| Quarti di finale singolare maschile | Andy Murray [4]                                                                                        | David Ferrer [7]                                                                                       | 6(5)-7, 7-6(6), 6-4, 7-6(4)   |
| Incontri sul No. 1 Court            | | |                               |
| Turno                               | Vincitore                                                                                              | Perdente                                                                                               | Punteggio                     |
| Quarti di finale singolare maschile | Novak Đoković [1]                                                                                      | Florian Mayer [31]                                                                                     | 6–4, 6–1, 6–4                 |
| Quarti di finale singolare maschile | Jo-Wilfried Tsonga [5]                                                                                 | Philipp Kohlschreiber [27]                                                                             | 7-6(5), 4-6, 7-6(3), 6-2      |
| Quarti di finale doppio femminile   | Nuria Llagostera Vives [9] / María José Martínez Sánchez [9] vs. Flavia Pennetta / Francesca Schiavone | Nuria Llagostera Vives [9] / María José Martínez Sánchez [9] vs. Flavia Pennetta / Francesca Schiavone | 2–6, 7–6(0), 2–2, sospesa     |
| Incontri sul No. 2 Court            | | |                               |
| Turno                               | Vincitore                                                                                              | Perdente                                                                                               | Punteggio                     |
| 3º turno doppio maschile            | Robert Lindstedt [5] Horia Tecău [5]                                                                   | Steve Darcis Olivier Rochus                                                                            | 6-4, 7-5, 7–6(4)              |
| 2º turno doppio femminile           | Serena Williams Venus Williams                                                                         | Marija Kirilenko [4] Nadia Petrova [4]                                                                 | 3–6, 6–3, 9–7                 |
| 3º turno doppio misto               | Nenad Zimonjić [3] Katarina Srebotnik [3]                                                              | Kenneth Skupski [WC] Melanie South [WC]                                                                | 6-4, 6(5)-7, 9-7              |
| 3º turno doppio femminile           | Serena Williams Venus Williams                                                                         | Bethanie Mattek-Sands [13] Sania Mirza [13]                                                            | 6-4, 6-3                      |

Teste di serie eliminate:
- Singolare maschile:  David Ferrer [7] ,  Michail Južnyj [26],  Philipp Kohlschreiber [27],  Florian Mayer [31]
- Doppio maschile: Nessuna
- Doppio femminile:  Marija Kirilenko /  Nadia Petrova [4],  Ekaterina Makarova /  Elena Vesnina [5],  Bethanie Mattek-Sands [13] /  Sania Mirza [13]
- Doppio misto:  Daniele Bracciali /  Roberta Vinci [6],  Aisam-ul-Haq Qureshi /  Andrea Sestini Hlaváčková [7],  Mariusz Fyrstenberg /  Abigail Spears [9],  Alexander Peya /  Anna-Lena Grönefeld [16].

### 5 luglio (10º giorno)
Nella 10ª giornata si sono giocati gli incontri di semifinale del singolare femminile, del 3º turno e quarti di finale dei doppi maschili, femminili e misto. Sono andati avanti i tornei riservati alla categoria juniores e iniziati i tornei riservati alle leggende del tennis del passato in base al programma della giornata

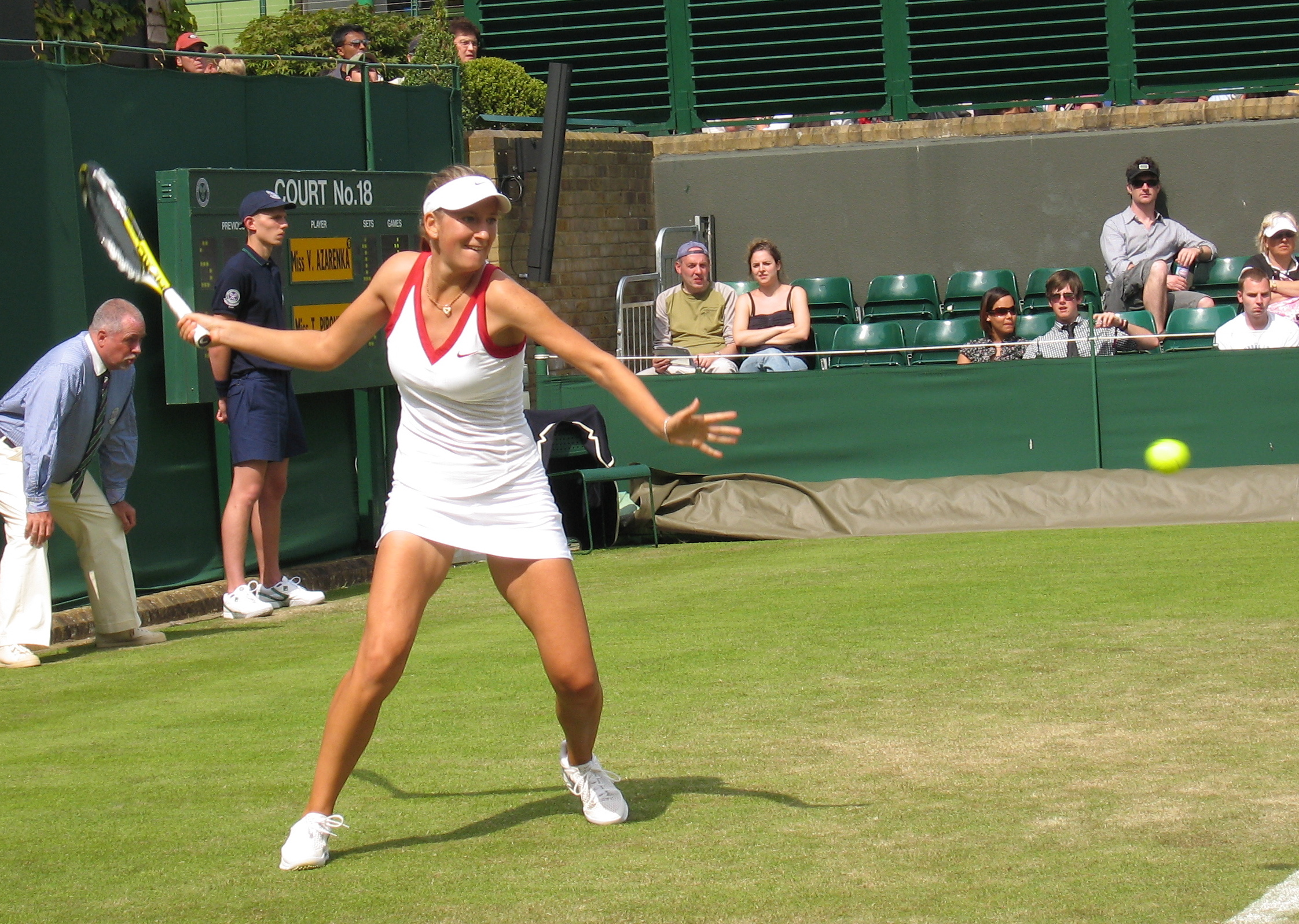
Viktoryja Azaranka perde in semifinale contro Serena Williams

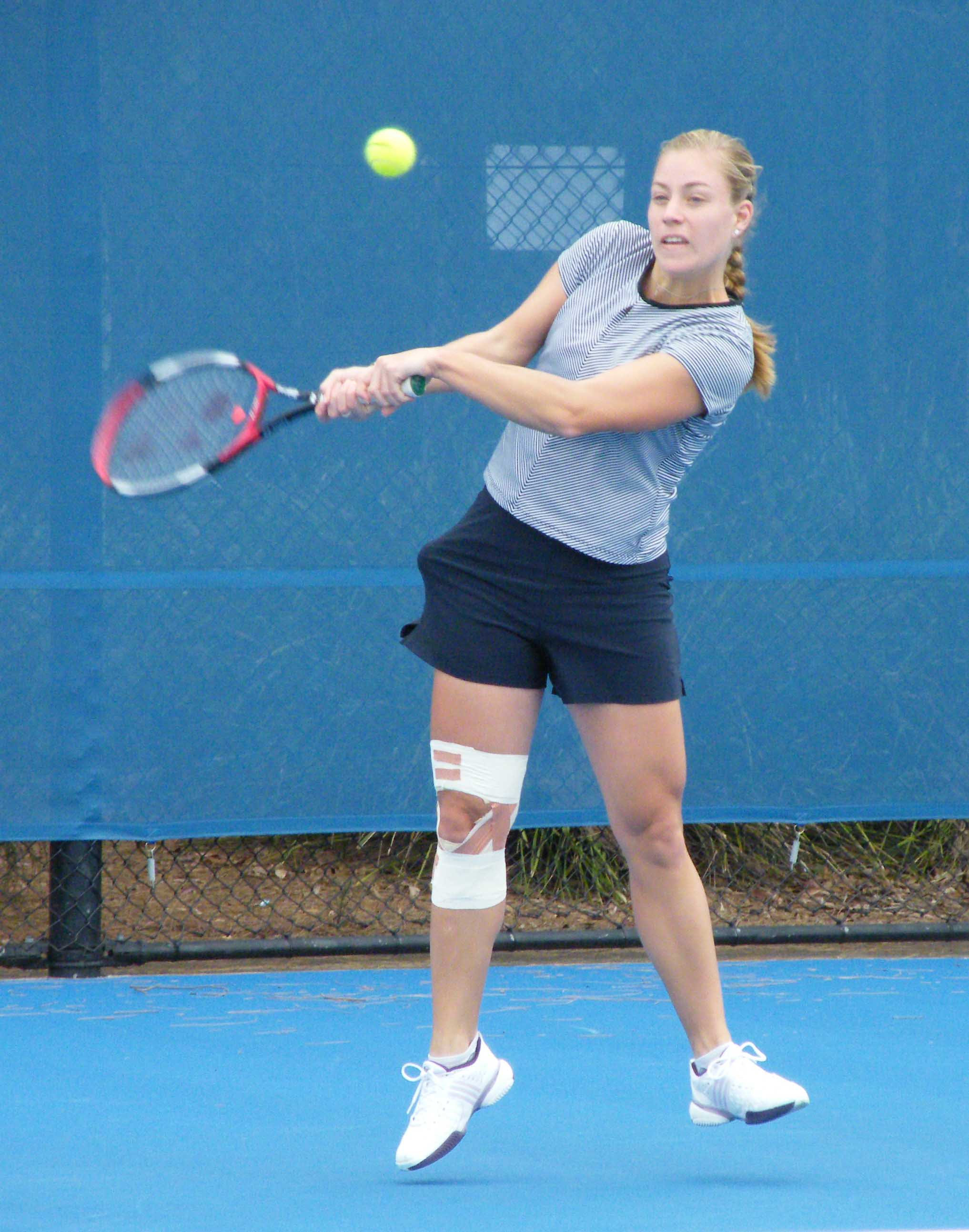
Angelique Kerber esce in semifinale

Nel torneo del singolare femminile ha raggiunto la sua settima finale a Wimbledon, Serena Williams, che ha battuto Viktoryja Azaranka con il punteggio di 6-3, 7-6(6). il primo set è appannaggio dell'americana che ha conquistato per 6 giochi a 3. Il secondo e ultimo set è più equilibrato, si è arrivati fino al tie-break ma anche in quest'occasione a prevalere è Serena che ha vinto il parziale per 8 punti a 6. La polacca Agnieszka Radwańska ha raggiunto la sua prima finale Slam battendo la tedesca Angelique Kerber. La polacca, testa di serie numero 3 del torneo, nonostante non abbia iniziato bene il primo set subendo un break è riuscita a recuperare e a fare suo il parziale per 6 giochi a 3 anche nel secondo set Agnieszka è costretta a subire un break dall'avversaria ma è riuscita subito a controbreakkare vincendo il set e l'incontro. Il punteggio finale del match è stato 6–3, 6–4.
| Incontri sui campi principali     | Incontri sui campi principali                    | Incontri sui campi principali                              | Incontri sui campi principali |
| Incontri sul Centre Court         | Incontri sul Centre Court                        | Incontri sul Centre Court                                  | Incontri sul Centre Court     |
| Turno                             | Vincitore                                        | Perdente                                                   | Punteggio                     |
| --------------------------------- | ------------------------------------------------ | ---------------------------------------------------------- | ----------------------------- |
| Semifinali singolare femminile    | Agnieszka Radwańska [3]                          | Angelique Kerber [8]                                       | 6–3, 6–4                      |
| Semifinali singolare femminile    | Serena Williams [6]                              | Viktoryja Azaranka [2]                                     | 6–3, 7–6(6)                   |
| 3º turno doppio misto             | Colin Fleming Hsieh Su-wei                       | Dominic Inglot [WC] Laura Robson [WC]                      | 7–6(3), 7–6(3)                |
| Quarti di finale doppio femminile | Serena Williams Venus Williams                   | Raquel Kops-Jones [10] Abigail Spears [10]                 | 6–1, 6–1                      |
| Incontri sul No. 1 Court          |                                                  |                                                            |                               |
| Turno                             | Vincitore                                        | Perdente                                                   | Punteggio                     |
| Quarti di finale doppio maschile  | Bob Bryan [2] Mike Bryan [2]                     | Scott Lipsky Rajeev Ram                                    | 5–7, 6–3, 5–7, 6–4, 6–4       |
| Quarti di finale doppio femminile | Flavia Pennetta Francesca Schiavone              | Nuria Llagostera Vives [9] María José Martínez Sánchez [9] | 6–2, 6–7(0), 6–4              |
| 3º turno doppio misto             | Paul Hanley Alla Kudrjavceva                     | Michail Kukuškin Jaroslava Švedova                         | 7–6(6), 3–6, 7–5              |
| Incontri sul No. 2 Court          |                                                  |                                                            |                               |
| Turno                             | Vincitore                                        | Perdente                                                   | Punteggio                     |
| Quarti di finale doppio femminile | Andrea Sestini Hlaváčková [6] Lucie Hradecká [6] | Sara Errani [2] Roberta Vinci [2]                          | 6–3, 6–4                      |
| Doppio maschile per invito        | Jonas Björkman Todd Woodbridge                   | Richard Krajicek Mark Petchey                              | 6–2, 4–6, [10–8]              |
| Doppio maschile per invito senior | Jeremy Bates Anders Järryd                       | Andrew Castle Guy Forget                                   | 6–2, 6–4                      |
| Quarti di finale doppio misto     | Mike Bryan [2] Lisa Raymond [2]                  | Rohan Bopanna [10] Zheng Jie [10]                          | 6–2, 7–5                      |
| Doppio femminile per invito       | Lindsay Davenport Martina Hingis                 | Helena Suková Andrea Temesvári                             | 6–2, 6–3                      |

Teste di serie eliminate:
- Singolare femminile:  Viktoryja Azaranka [2],  Angelique Kerber [8].
- Doppio maschile:  Ivan Dodig /  Marcelo Melo [15]
- Doppio femminile:  Sara Errani /  Roberta Vinci [2],  Nuria Llagostera Vives /  María José Martínez Sánchez [9],  Raquel Kops-Jones /  Abigail Spears [10].
- Doppio misto:  Rohan Bopanna /  Jie Zheng [10],  Andy Ram /  Květa Peschke [15].

### 6 luglio (11º giorno)
Nell'11ª giornata si sono giocati gli incontri di semifinale del singolare maschile, dei quarti di finale e semifinale dei doppi maschili, femminili e misto. Sono andati avanti i tornei riservati alla categoria juniores e quelli riservati alle leggende del tennis del passato. Sono iniziati i tornei riservati agli atleti in carrozzina in base al programma della giornata

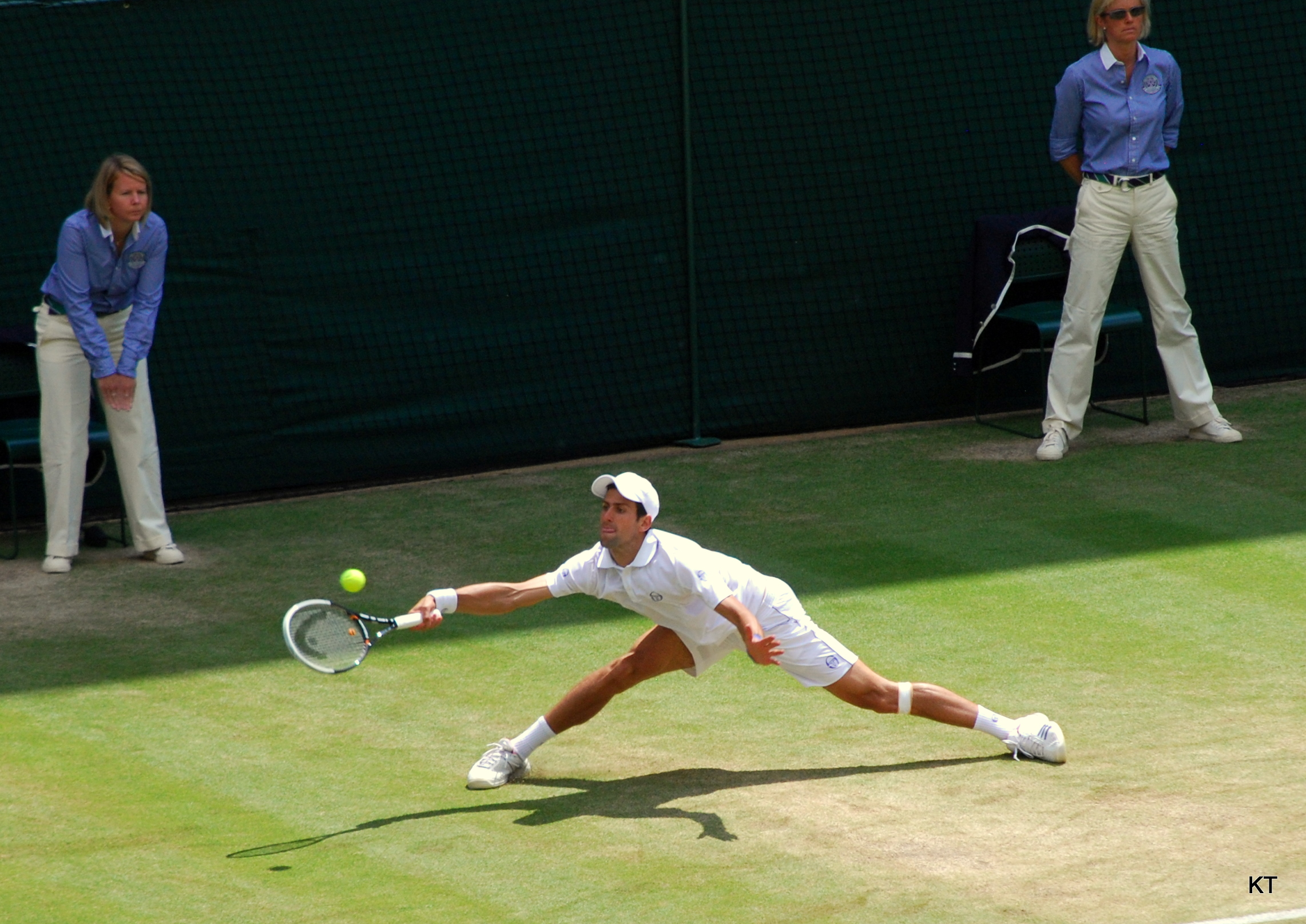
Novak Đoković, numero 1 del mondo esce in semifinale

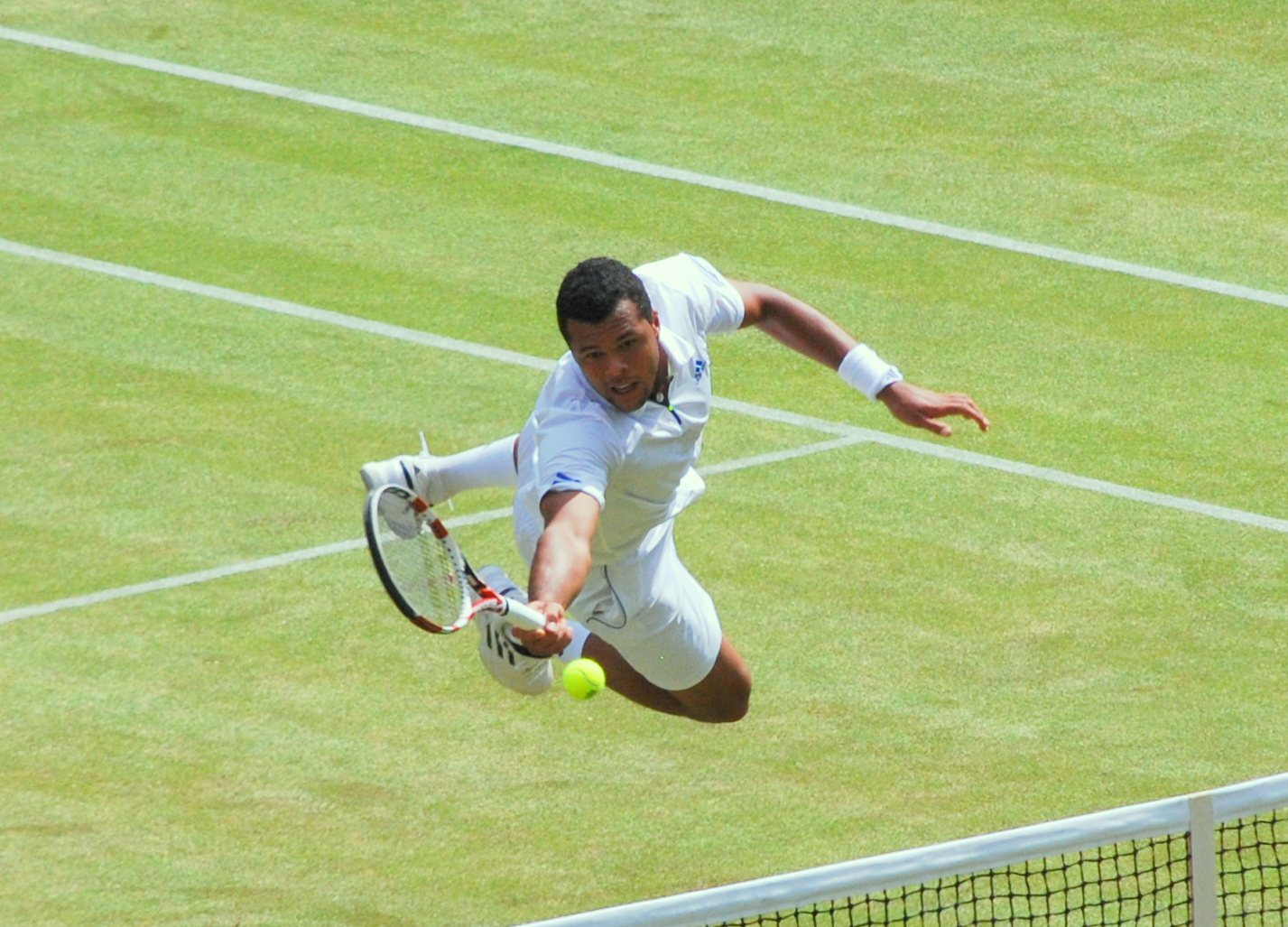
Jo-Wilfried Tsonga perde in semifinale contro Andy Murray

Nel torneo del singolare maschile Roger Federer ha battuto Novak Đoković ritornando in finale dopo la vittoria del 2009. La partita è nettamente a favore dello svizzero che ha vinto per tre set a uno. Federer ha vinto nettamente il primo parziale ma ha ceduto nel secondo set riportando il conto dei set sull'1-1. Il terzo e quarto set sono vinti rispettivamente per 6 giochi a 4 e 6 a 3 permettendo all'elvetico di chiudere con il punteggio complessivo di 6-3, 3-6, 6-4, 6-3 Il britannico Andy Murray ha battuto nella seconda semifinale Jo-Wilfried Tsonga riportando un britannico in finale dopo 74 anni. L'incontro è stato per la maggior parte del tempo a favore di Murray che è stato costretto a cedere solo il terzo set con il punteggio di 6 giochi a 3. Lo scozzese ha passato il turno con il punteggio di 6-3, 6-4, 3-6, 7-5.
| Incontri sui campi principali | Incontri sui campi principali        | Incontri sui campi principali              | Incontri sui campi principali |
| Incontri sul Centre Court     | Incontri sul Centre Court            | Incontri sul Centre Court                  | Incontri sul Centre Court     |
| Turno                         | Vincitore                            | Perdente                                   | Punteggio                     |
| ----------------------------- | ------------------------------------ | ------------------------------------------ | ----------------------------- |
| Semifinali singolare maschile | Roger Federer [3]                    | Novak Đoković [1]                          | 6-3, 3-6, 6-4, 6-3            |
| Semifinali singolare maschile | Andy Murray [4]                      | Jo-Wilfried Tsonga [5]                     | 6-3, 6-4, 3-6, 7-5            |
| Incontri sul No. 1 Court      |                                      |                                            |                               |
| Turno                         | Vincitore                            | Perdente                                   | Punteggio                     |
| Semifinali doppio femminile   | Serena Williams Venus Williams       | Liezel Huber [1] Lisa Raymond [1]          | 2-6, 6-1, 6-2                 |
| Semifinali doppio maschile    | Robert Lindstedt [5] Horia Tecău [5] | Jürgen Melzer [10] Philipp Petzschner [10] | 6-4, 6(10)-7, 6-4, 6-3        |

Teste di serie eliminate:
- Singolare maschile:  Novak Đoković [1],  Jo-Wilfried Tsonga [5]
- Doppio maschile:  Bob Bryan /  Mike Bryan [2],  Jürgen Melzer /  Philipp Petzschner [10]
- Doppio femminile:  Liezel Huber /  Lisa Raymond [1].
- Doppio misto:  Daniel Nestor /  Julia Görges [8]

### 7 luglio (12º giorno)
Nella 12ª giornata si sono giocati la finale del singolare femminile, dei doppi maschili, femminili e le semifinali del doppio misto. Sono andati avanti tornei riservati alla categoria juniores e quelli riservati alle leggende del tennis del passato. Sono andati avanti i tornei riservati agli atleti in carrozzina in base al programma della giornata

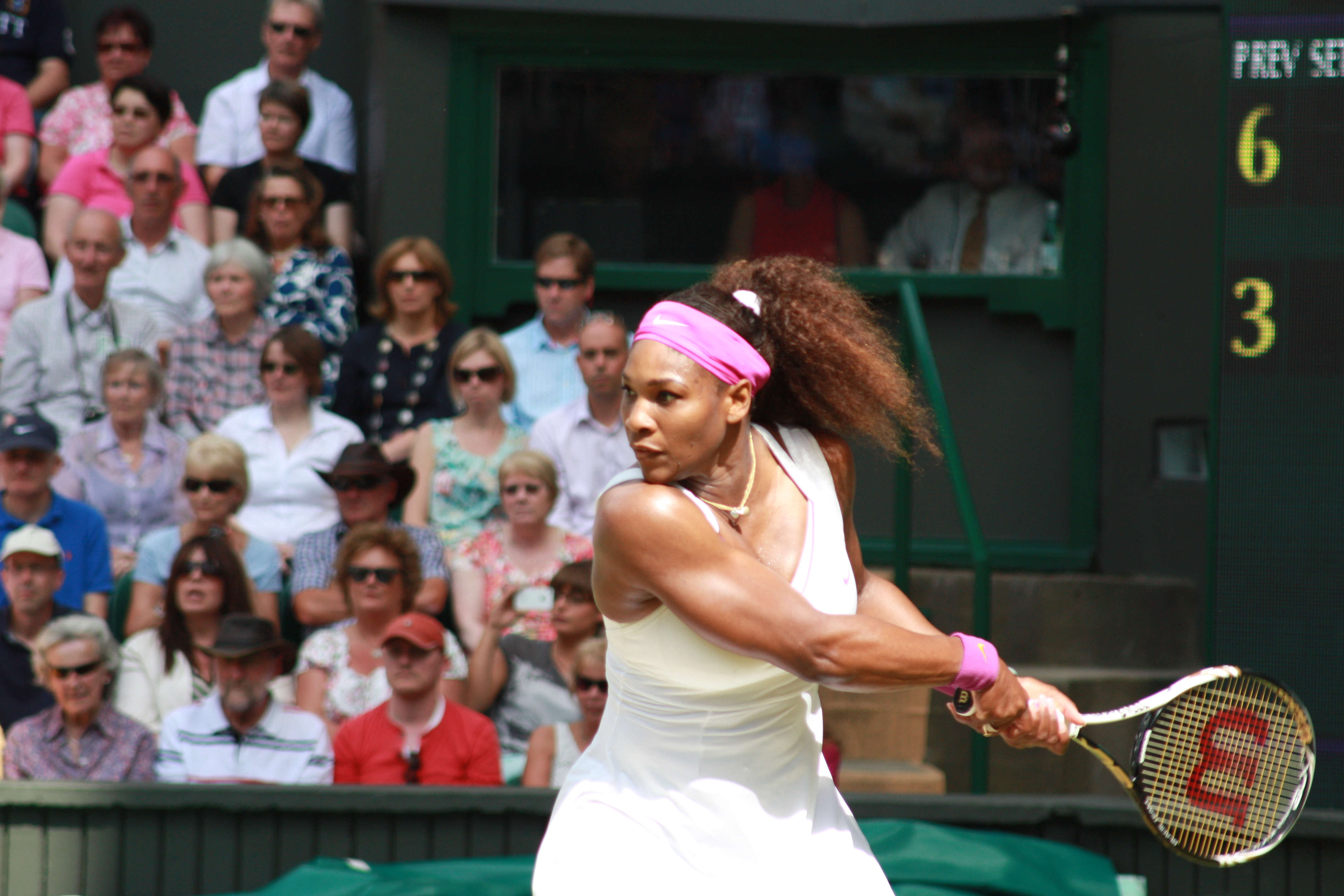
Serena Williams vince il 5º titolo a Wimbledon

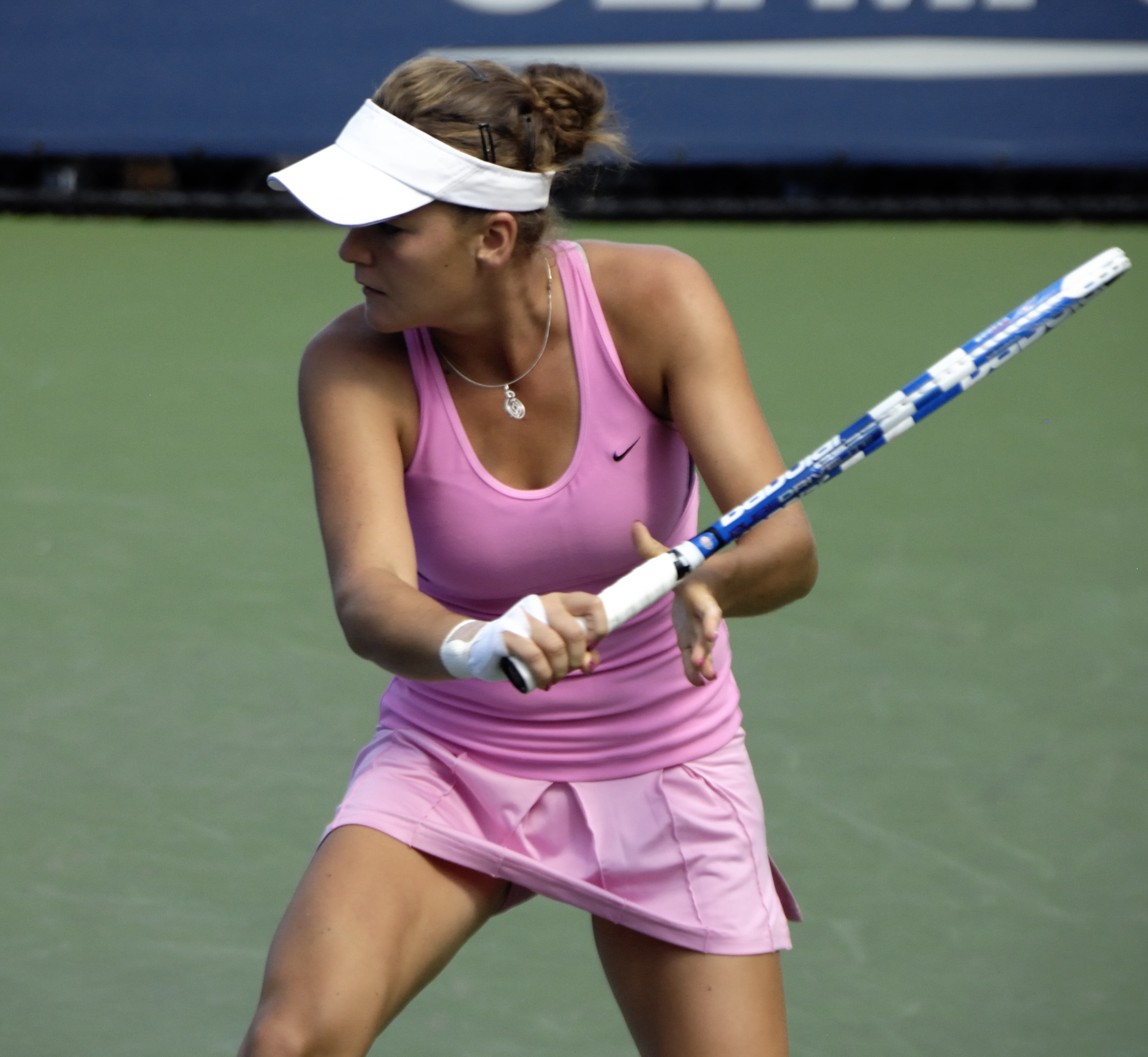
Agnieszka Radwańska perde alla sua prima finale Slam

Nel torneo del singolare femminile Serena Williams ha vinto il titolo per la quinta volta: si è trattato del suo quattordicesimo titolo del Grande Slam dopo 18 finali: dopo due ore di gioco ha battuto in finale Agnieszka Radwańska con il punteggio di 6-1, 5-7, 6-2. La Radwanska, è diventata la numero 2 del ranking WTA e ha riportato la finale femminile al terzo set dopo sei anni; la Williams ha vinto il piatto d'avorio, simbolo del trionfo, dopo dieci anni dalla prima volta.

#### Statistiche della finale femminile
| 7 luglio 2012 15:00 Finale femminile | Serena Williams [6] | 2 – 1 6-1, 5-7, 6-2 | Agnieszka Radwańska [3] | Centre Court, Wimbledon spettatori: 22.000 Giudice di sedia: Lars Graff |

|     |                         |     |  |
| 56% | Prime di servizio       | 73% |  |
|     |                         |     |  |
| 4   | Doppi falli             | 5   |  |
|     |                         |     |  |
| 36  | Errori gratuiti         | 14  |  |
|     |                         |     |  |
| 58  | Vincenti                | 13  |  |
|     |                         |     |  |
| 17  | Aces                    | 2   |  |
|     |                         |     |  |
| 82% | Vincenti 1ª di servizio | 62% |  |
|     |                         |     |  |
| 49% | Vincenti 2ª di servizio | 37% |  |
|     |                         |     |  |
| 99  | Punti totali            | 80  |  |
|     |                         |     |  |
|     |                         |     |  |

| Incontri sui campi principali | Incontri sui campi principali              | Incontri sui campi principali                    | Incontri sui campi principali |
| Incontri sul Centre Court     | Incontri sul Centre Court                  | Incontri sul Centre Court                        | Incontri sul Centre Court     |
| Turno                         | Vincitore                                  | Perdente                                         | Punteggio                     |
| ----------------------------- | ------------------------------------------ | ------------------------------------------------ | ----------------------------- |
| Finale singolare femminile    | Serena Williams [6]                        | Agnieszka Radwańska [3]                          | 6-1, 5-7, 6-2                 |
| Finale doppio maschile        | Jonathan Marray [WC] Frederik Nielsen [WC] | Robert Lindstedt [5] Horia Tecău [5]             | 4-6, 6-4, 7-65, 65-7, 6-3     |
| Finale doppio femminile       | Serena Williams Venus Williams             | Andrea Sestini Hlaváčková [6] Lucie Hradecká [6] | 7-5, 6-4                      |
| Incontri sul No. 1 Court      |                                            |                                                  |                               |
| Turno                         | Vincitore                                  | Perdente                                         | Punteggio                     |
| Finale singolare ragazze      | Eugenie Bouchard [5]                       | Elina Svitolina [3]                              | 6-2, 6-2                      |
| Semifinali doppio misto       | Mike Bryan [2] Lisa Raymond [2]            | Nenad Zimonjić [3] Katarina Srebotnik [3]        | 6-3, 6-4                      |
| Semifinali doppio misto       | Leander Paes [4] Elena Vesnina [4]         | Bob Bryan [1] Liezel Huber [1]                   | 7-5, 3-6, 6-3                 |

Teste di serie eliminate:
- Singolare femminile:  Agnieszka Radwańska [3]
- Doppio maschile:  Robert Lindstedt /  Horia Tecău [5]
- Doppio femminile:  Andrea Sestini Hlaváčková /  Lucie Hradecká [6]
- Doppio misto:  Bob Bryan /  Liezel Huber [1],  Nenad Zimonjić /  Katarina Srebotnik [3]

### 8 luglio (13º giorno)
Nella 13ª e ultima giornata si sono giocati la finale del singolare maschile e del doppio misto. Si sono conclusi i tornei riservati alla categoria juniores, quelli riservati alle leggende del tennis del passato e quelli riservati agli atleti in carrozzina in base al programma della giornata

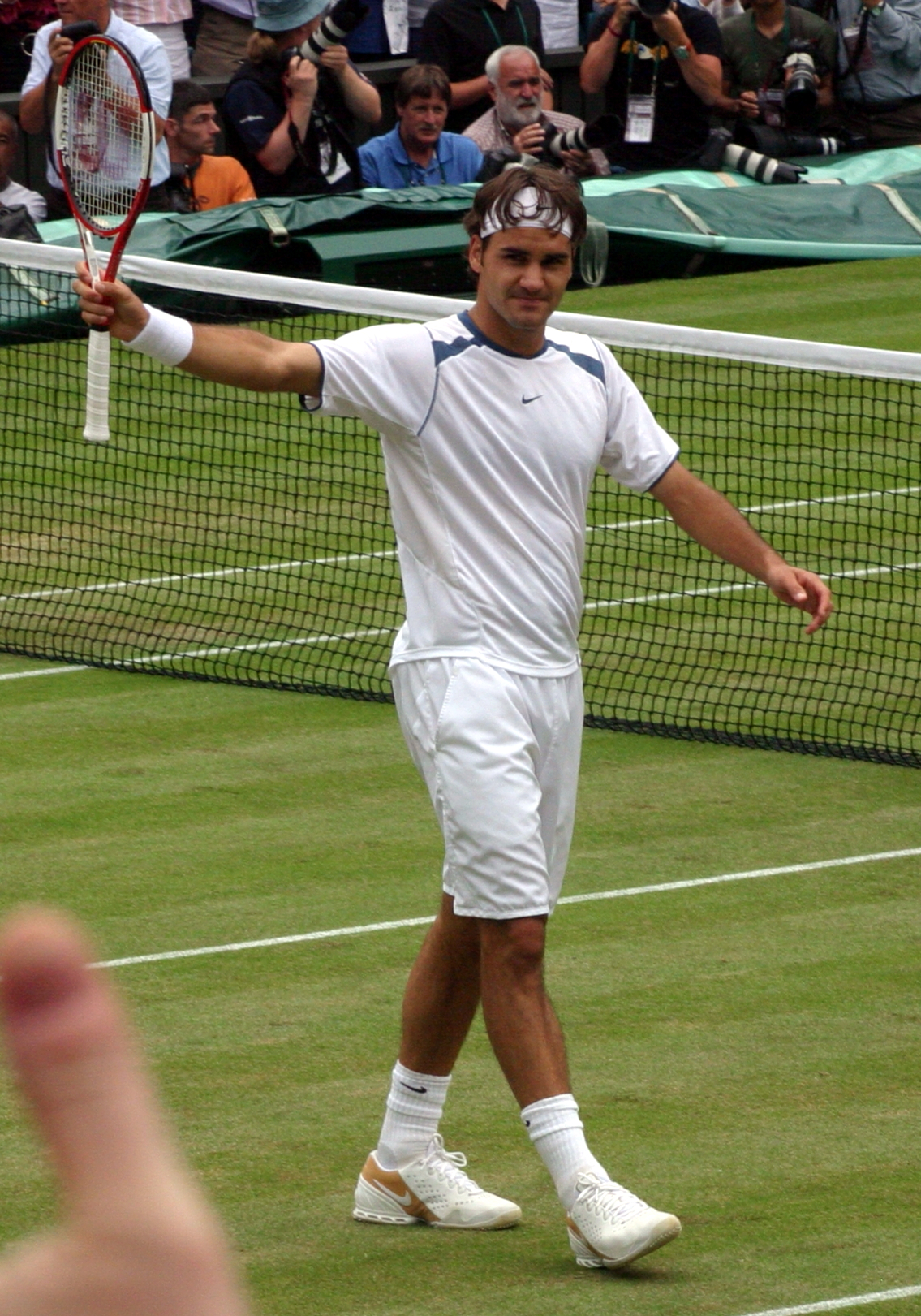
Roger Federer vince il suo 7º titolo a Wimbledon ed eguaglia Pete Sampras

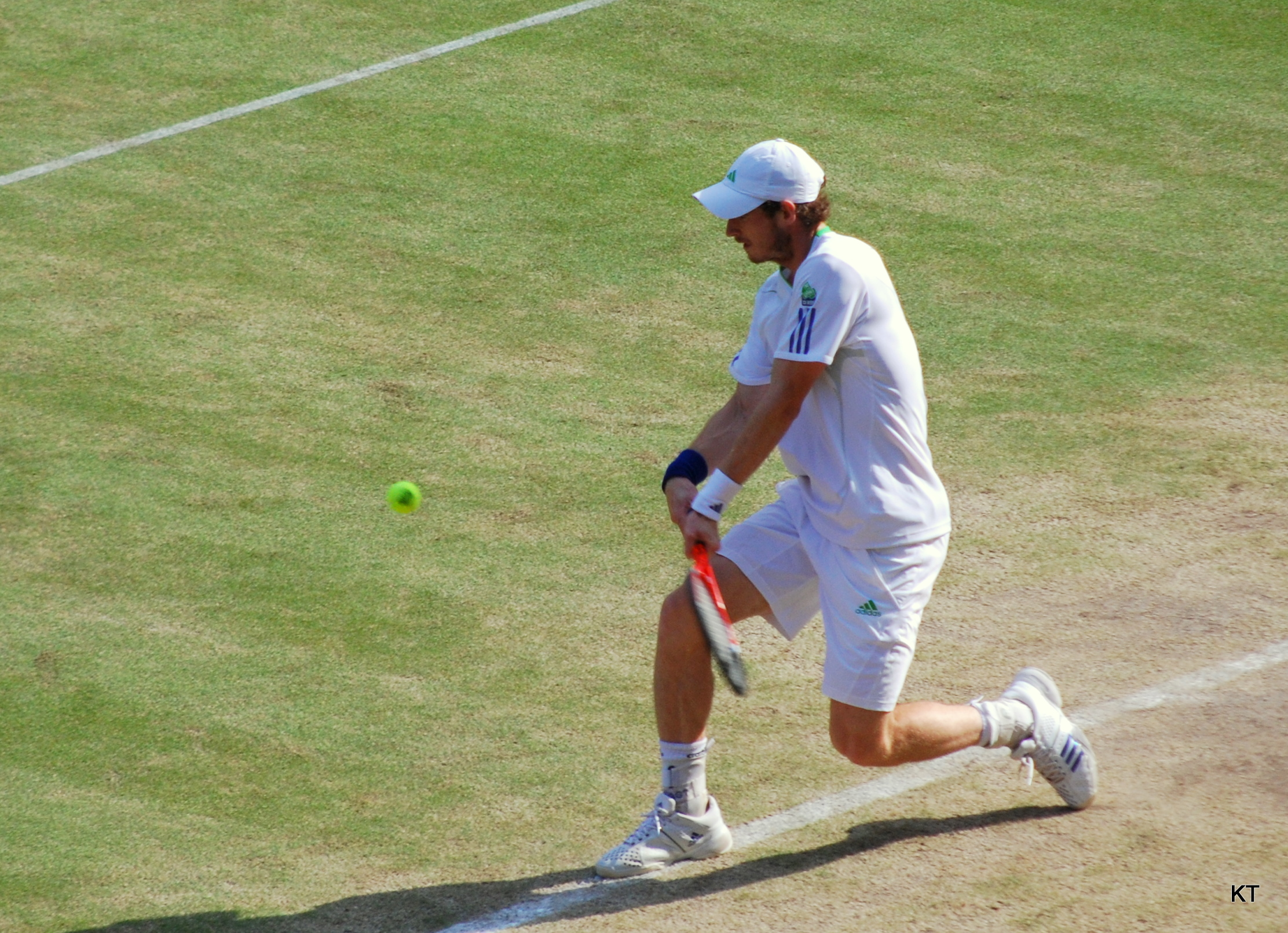
Andy Murray perde la finale del singolare maschile contro Roger Federer

Nel torneo del singolare maschile lo svizzero Roger Federer si è aggiudicato il titolo battendo Andy Murray nella finale con il punteggio di 4-6, 7-5, 6-3, 6-4. Federer ha raggiunto William Renshaw e Pete Sampras come numero complessivo di titolo vinti nel singolare maschile ai Championships. Il punteggio finale dell'incontro è di 4-6, 7-5, 6-3, 6-4 a favore dello svizzero che con questo risultati è ridiventato il numero 1 del mondo.

#### Statistiche della finale maschile
| 8 luglio 2012 15:00 Finale maschile | Roger Federer [3] | 3 – 1 4-6, 7-5, 6-3, 6-4 | Andy Murray [4] | Centre Court, Wimbledon spettatori: 22.000 Giudice di sedia: Enric Molina |

|     |                         |     |  |
| 69% | Prime di servizio       | 56% |  |
|     |                         |     |  |
| 3   | Doppi falli             | 1   |  |
|     |                         |     |  |
| 36  | Errori gratuiti         | 25  |  |
|     |                         |     |  |
| 62  | Vincenti                | 46  |  |
|     |                         |     |  |
| 12  | Aces                    | 16  |  |
|     |                         |     |  |
| 76% | Vincenti 1ª di servizio | 69% |  |
|     |                         |     |  |
| 49% | Vincenti 2ª di servizio | 48% |  |
|     |                         |     |  |
| 151 | Punti totali            | 137 |  |
|     |                         |     |  |
|     |                         |     |  |

| Incontri sui campi principali      | Incontri sui campi principali      | Incontri sui campi principali      | Incontri sui campi principali |
| Incontri sul Centre Court          | Incontri sul Centre Court          | Incontri sul Centre Court          | Incontri sul Centre Court     |
| Turno                              | Vincitore                          | Perdente                           | Punteggio                     |
| ---------------------------------- | ---------------------------------- | ---------------------------------- | ----------------------------- |
| Finale singolare maschile          | Roger Federer [3]                  | Andy Murray [4]                    | 4-6, 7-5, 6-3, 6-4            |
| Finale doppio misto                | Mike Bryan [2] Lisa Raymond [2]    | Leander Paes [4] Elena Vesnina [4] | 6–3, 5–7, 6–4                 |
| Incontri sul No. 1 Court           |                                    |                                    |                               |
| Turno                              | Vincitore                          | Perdente                           | Punteggio                     |
| Finale singolare ragazzi           | Filip Peliwo [4]                   | Luke Saville [1]                   | 7-5, 6-4                      |
| Finale doppio femminile per invito | Lindsay Davenport Martina Hingis   | Martina Navrátilová Jana Novotná   | 6-3, 6-2                      |
| Finale doppio ragazzi              | Andrew Harris [4] Nick Kyrgios [4] | Matteo Donati Pietro Licciardi     | 6-2, 6-4                      |

Teste di serie eliminate:
- Singolare maschile:  Andy Murray [4]
- Doppio misto:  Leander Paes /  Elena Vesnina [4]

## Seniors

### Singolare maschile
Roger Federer ha sconfitto in finale  Andy Murray per 4-6, 7-5, 6-3, 6-4.
- È il diciassettesimo titolo dello Slam per Federer, il primo nel 2012 e il settimo a Wimbledon.

### Singolare femminile
Serena Williams ha sconfitto in finale  Agnieszka Radwańska per 6-1, 5-7, 6-2.
- È il quattordicesimo titolo dello Slam per Serena, il quinto a Wimbledon.

### Doppio maschile
Jonathan Marray /  Frederik Nielsen hanno sconfitto in finale  Robert Lindstedt /  Horia Tecău per 4-6, 6-4, 7–6(5), 6(5)–7, 6-3.

### Doppio femminile
Serena Williams /  Venus Williams hanno sconfitto in finale  Andrea Sestini Hlaváčková /  Lucie Hradecká per 7-5, 6-4.
- È il tredicesimo titolo dello Slam in doppio per le Sorelle Williams, il primo del 2012.

### Doppio Misto
Mike Bryan /  Lisa Raymond hanno sconfitto in finale  Leander Paes /  Elena Vesnina per 6–3, 5–7, 6–4

## Junior

### Singolare ragazzi
Filip Peliwo ha sconfitto in finale  Luke Saville per 7-5, 6-4.

### Singolare ragazze
Eugenie Bouchard ha sconfitto in finale  Elina Svitolina per 6-2, 6-2.

### Doppio ragazzi
Andrew Harris /  Nick Kyrgios hanno sconfitto in finale  Matteo Donati /  Pietro Licciardi per 6-2, 6-4.

### Doppio ragazze
Eugenie Bouchard /  Taylor Townsend hanno sconfitto in finale  Belinda Bencic /  Ana Konjuh per 6-4, 6-3.

## Tennisti in carrozzina

### Doppio maschile carrozzina
Tom Egberink /  Michael Jeremiasz hanno sconfitto in finale  Robin Ammerlaan /  Ronald Vink per 6-4, 6-2.

### Doppio femminile carrozzina
Jiske Griffioen /  Aniek van Koot hanno sconfitto in finale  Lucy Shuker /  Jordanne Whiley per 6-1, 6-2.

## Altri eventi

### Doppio maschile per invito
Greg Rusedski /  Fabrice Santoro hanno sconfitto in finale  Thomas Enqvist /  Mark Philippoussis per 6(3)–7, 6-4, [11-9].

### Doppio maschile per invito senior
Pat Cash /  Mark Woodforde hanno sconfitto in finale  Jeremy Bates /  Anders Järryd per 6-3, 6-4.

### Doppio femminile per invito
Lindsay Davenport /  Martina Hingis hanno sconfitto in finale  Martina Navrátilová /  Jana Novotná per 6-3, 6-2.

## Teste di serie nel singolare
La seguente tabella illustra le teste di serie dei tornei di singolare, assegnate in base al ranking del 18 giugno 2012, i giocatori che non hanno partecipato per infortunio, quelli che sono stati eliminati, e i loro punteggi nelle classifiche ATP e WTA al 25 giugno 2012 e al 9 luglio 2012. In corsivo i punteggi provvisori.
| Legenda colori             |
| Vincitore                  |
| Finalista                  |
| Semifinalista              |
| Quarti di finale           |
| Eliminati a 1T, 2T, 3T, 4T |
| Non partecipa              |

### Classifica singolare maschile
Le teste di serie maschili sono assegnate seguendo una classifica speciale data dalla somma dei seguenti fattori:
- Punti ATP al 18 giugno 2012.
- 100% dei punti ottenuti sull'erba negli ultimi 12 mesi.
- 75% dei punti ottenuti sull'erba nei 12 mesi ancora precedenti.

| Testa di serie | Ranking | Giocatore             | Punti | Punti da difendere | Punti conquistati | Nuovo punteggio | Situazione                                |
| -------------- | ------- | --------------------- | ----- | ------------------ | ----------------- | --------------- | ----------------------------------------- |
| 1              | 1       | Novak Đoković         | 12280 | 2000               | 720               | 11000           | Eliminato in SF da Roger Federer          |
| 2              | 2       | Rafael Nadal          | 10060 | 1200               | 45                | 8905            | Eliminato al 2T da Lukáš Rosol            |
| 3              | 3       | Roger Federer         | 9435  | 360                | 2000              | 11075           | Vittoria in finale contro Andy Murray     |
| 4              | 4       | Andy Murray           | 6980  | 720                | 1200              | 7460            | Sconfitto in finale da Roger Federer      |
| 5              | 5       | Jo-Wilfried Tsonga    | 5230  | 720                | 720               | 5230            | Eliminato in semifinale da Andy Murray    |
| 6              | 7       | Tomáš Berdych         | 4685  | 180                | 10                | 4515            | Eliminato al 1T da Ernests Gulbis         |
| 7              | 6       | David Ferrer          | 5250  | 180                | 360               | 5430            | Eliminato ai QF da Andy Murray            |
| 8              | 8       | Janko Tipsarević      | 3200  | 10                 | 90                | 3280            | Eliminato al 3T contro Michail Južnyj     |
| 9              | 9       | Juan Martín del Potro | 3180  | 180                | 180               | 3180            | Eliminato al 4T da David Ferrer           |
| 10             | 12      | Mardy Fish            | 2535  | 360                | 180               | 2355            | Eliminato al 4T da Jo-Wilfried Tsonga     |
| 11             | 10      | John Isner            | 2655  | 45                 | 10                | 2620            | Eliminato al 1T da Alejandro Falla        |
| 12             | 11      | Nicolás Almagro       | 2605  | 90                 | 90                | 2605            | Eliminato al 3T da Richard Gasquet        |
| 13             | 13      | Gilles Simon          | 2525  | 90                 | 45                | 2480            | Eliminato al 2T da Xavier Malisse         |
| 14             | 17      | Feliciano López       | 1725  | 360                | 10                | 1375            | Eliminato al 1T da Jarkko Nieminen        |
| 15             | 14      | Juan Mónaco           | 2115  | 10                 | 90                | 2195            | Eliminato al 3T da Viktor Troicki         |
| N/A            | 15      | Gaël Monfils          | 1805  | 90                 | 0                 | 1715            | Non partecipa per infortunio al ginocchio |
| 16             | 18      | Marin Čilić           | 1655  | 10                 | 180               | 1825            | Eliminato al 4T da Andy Murray            |
| 17             | 16      | Fernando Verdasco     | 1765  | 45                 | 90                | 1810            | Eliminato al 3T da Xavier Malisse         |
| 18             | 19      | Richard Gasquet       | 1600  | 180                | 180               | 1600            | Eliminato al 4T da Florian Mayer          |
| 19             | 20      | Kei Nishikori         | 1600  | 10                 | 90                | 1680            | Eliminato al 3T da Juan Martín del Potro  |
| 20             | 27      | Bernard Tomić         | 1255  | 385                | 10                | 880             | Eliminato al 1T da David Goffin           |
| 21             | 22      | Milos Raonic          | 1540  | 45                 | 45                | 1540            | Eliminato al 2T da Sam Querrey            |
| 22             | 21      | Aleksandr Dolhopolov  | 1585  | 10                 | 45                | 1620            | Eliminato al 2T da Benoît Paire           |
| 23             | 26      | Andreas Seppi         | 1390  | 45                 | 10                | 1355            | Eliminato al 1T da Denis Istomin          |
| 24             | 23      | Marcel Granollers     | 1530  | 10                 | 10                | 1530            | Eliminato al 1T da Viktor Troicki         |
| 25             | 24      | Stan Wawrinka         | 1505  | 45                 | 10                | 1470            | Eliminato al 1T da Jürgen Melzer          |
| 26             | 32      | Michail Južnyj        | 1210  | 180                | 360               | 1390            | Eliminato ai quarti da Roger Federer      |
| 27             | 29      | Philipp Kohlschreiber | 1220  | 10                 | 360               | 1570            | Eliminato ai quarti da Jo-Wilfried Tsonga |
| 28             | 25      | Radek Štěpánek        | 1340  | 10                 | 90                | 1420            | Eliminato al 3T da Novak Đoković          |
| 29             | 31      | Julien Benneteau      | 1210  | 45                 | 90                | 1255            | Eliminato al 3T da Roger Federer          |
| 30             | 33      | Andy Roddick          | 1395  | 90                 | 90                | 1395            | Eliminato al 3T da David Ferrer           |
| 31             | 28      | Florian Mayer         | 1230  | 45                 | 360               | 1545            | Eliminato ai quarti da Novak Đoković      |
| 32             | 34      | Kevin Anderson        | 1215  | 45                 | 10                | 1180            | Eliminato al 1T da Grigor Dimitrov        |

### Classifica singolare femminile
Le teste di serie femminili sono assegnate seguendo la classifica WTA al 18 giugno, eccetto nei casi in cui il comitato organizzatore, viste le potenzialità sull'erba di una determinata giocatrice, la includa nelle teste di serie
per un tabellone più equilibrato.
| Testa di serie | Ranking | Giocatrice               | Punti | Punti da difendere | Punti conquistati | Nuovo Punteggio | Situazione                                    |
| -------------- | ------- | ------------------------ | ----- | ------------------ | ----------------- | --------------- | --------------------------------------------- |
| 1              | 1       | Marija Šarapova          | 9490  | 1400               | 280               | 8370            | Eliminata al 4T da Sabine Lisicki             |
| 2              | 2       | Viktoryja Azaranka       | 8800  | 900                | 900               | 8800            | Eliminata alle SF da Serena Williams          |
| 3              | 3       | Agnieszka Radwańska      | 7230  | 100                | 1400              | 8530            | Sconfitta in finale da Serena Williams        |
| 4              | 4       | Petra Kvitová            | 6775  | 2000               | 500               | 5275            | Eliminata ai QF da Serena Williams            |
| 5              | 5       | Samantha Stosur          | 6100  | 5                  | 100               | 6195            | Eliminata al 2T da Arantxa Rus                |
| 6              | 6       | Serena Williams          | 5640  | 280                | 2000              | 7360            | Vittoria in finale contro Agnieszka Radwańska |
| 7              | 7       | Caroline Wozniacki       | 4366  | 280                | 5                 | 4091            | Eliminata al 1T da Tamira Paszek              |
| 8              | 8       | Angelique Kerber         | 4275  | 5                  | 900               | 5170            | Eliminata in SF da Agnieszka Radwańska        |
| 9              | 9       | Marion Bartoli           | 3800  | 500                | 100               | 3400            | Eliminata al 2T da Mirjana Lučić-Baroni       |
| 10             | 10      | Sara Errani              | 3350  | 100                | 160               | 3410            | Eliminata al 3T da Jaroslava Švedova          |
| 11             | 11      | Li Na                    | 3245  | 100                | 100               | 3245            | Eliminata al 2T contro Sorana Cîrstea         |
| 12             | 12      | Vera Zvonarëva           | 3160  | 160                | 160               | 3160            | Eliminata al 3T da Kim Clijsters              |
| 13             | 13      | Dominika Cibulková       | 3120  | 500                | 5                 | 2625            | Eliminata al 1T da Klára Koukalová            |
| 14             | 14      | Ana Ivanović             | 3070  | 160                | 280               | 3190            | Eliminata al 4T da Viktoryja Azaranka         |
| 15             | 15      | Sabine Lisicki           | 2697  | 900                | 500               | 2297            | Eliminata ai QF da Angelique Kerber           |
| N/A            | 16      | Kaia Kanepi              | 2519  | 5                  | 0                 | 2514            | Non partecipa per infortunio al tallone.      |
| 16             | 17      | Flavia Pennetta          | 2470  | 160                | 5                 | 2315            | Eliminata al 1T da Camila Giorgi              |
| N/A            | 18      | Andrea Petković          | 2420  | 160                | 0                 | 2260            | Non partecipa per infortunio all'anca destra  |
| 17             | 19      | Marija Kirilenko         | 2295  | 160                | 500               | 2635            | Eliminata ai QF da Agnieszka Radwańska        |
| 18             | 20      | Jelena Janković          | 2220  | 5                  | 5                 | 2220            | Eliminata al 1T da Kim Clijsters              |
| 19             | 21      | Lucie Šafářová           | 2135  | 100                | 5                 | 2040            | Eliminata al 1T da Kiki Bertens               |
| 20             | 22      | Nadia Petrova            | 2225  | 280                | 160               | 2045            | Eliminata al 3T da Camila Giorgi              |
| 21             | 23      | Roberta Vinci            | 1965  | 160                | 280               | 2085            | Eliminata al 4T da Tamira Paszek              |
| 22             | 24      | Julia Görges             | 1945  | 160                | 160               | 1945            | Eliminata al 3T da Ana Ivanović               |
| 23             | 25      | Petra Cetkovská          | 1945  | 280                | 100               | 1765            | Eliminata al 2T da Sloane Stephens            |
| 24             | 26      | Francesca Schiavone      | 1930  | 160                | 280               | 2050            | Eliminata al 4T da Petra Kvitová              |
| 25             | 27      | Zheng Jie                | 1850  | 100                | 160               | 1910            | Eliminata al 3T da Serena Williams            |
| 26             | 28      | Anabel Medina Garrigues  | 1835  | 5                  | 100               | 1930            | Eliminata al 2T da Jana Čepelová              |
| 27             | 29      | Daniela Hantuchová       | 1820  | 160                | 5                 | 1665            | Eliminata al 1T da Jamie Hampton              |
| 28             | 30      | Christina McHale         | 1750  | 100                | 160               | 1810            | Eliminata al 3T da Angelique Kerber           |
| 29             | 31      | Monica Niculescu         | 1735  | 100                | 5                 | 1640            | Eliminata al 1T da Stéphanie Foretz           |
| 30             | 32      | Peng Shuai               | 1730  | 280                | 280               | 1730            | Eliminata al 4T da Marija Kirilenko           |
| 31             | 33      | Anastasija Pavljučenkova | 1800  | 100                | 100               | 1800            | Eliminata al 2T da Varvara Lepchenko          |
| 32             | 34      | Svetlana Kuznecova       | 1642  | 160                | 5                 | 1487            | Eliminata al 1T da Yanina Wickmayer           |
| N/A            | 37      | Tamira Paszek            | 1567  | 500                | 500               | 1567            | Eliminata ai QF da Viktoryja Azaranka         |

## Punti e montepremi
Il montepremi complessivo è di 16.060.000 £.
| Torneo              | Torneo              | V         | F       | SF      | QF      | 4T     | 3T     | 2T     | 1T     | Q  | Q3    | Q2    | Q1    |
| Singolare maschile  | Punti               | 2000      | 1200    | 720     | 360     | 180    | 90     | 45     | 10     | 25 | 16    | 8     | 0     |
| Singolare maschile  | Premi in denaro (£) | 1.150.000 | 575.000 | 287.500 | 145.000 | 75.000 | 38.785 | 23.125 | 14.500 | –  | 8.500 | 4.250 | 2.125 |
| Doppio maschile     | Punti               | 2000      | 1200    | 720     | 360     | 180    | 90     | 0      | –      | –  | –     | –     | –     |
| Doppio maschile     | Premi in denaro (£) | 260.000   | 130.000 | 65.000  | 32.500  | 16.650 | 9.350  | 5.450  | –      | –  | –     | –     | –     |
| Singolare femminile | Punti               | 2000      | 1400    | 900     | 500     | 280    | 160    | 100    | 5      | 60 | 50    | 40    | 2     |
| Singolare femminile | Premi in denaro (£) | 1.150.000 | 575.000 | 287.500 | 145.000 | 75.000 | 38.785 | 23.125 | 14.500 | –  | 8.500 | 4.250 | 2.125 |
| Doppio femminile    | Punti               | 2000      | 1400    | 900     | 500     | 280    | 160    | 5      | –      | –  | –     | –     | –     |
| Doppio femminile    | Premi in denaro (£) | 260.000   | 130.000 | 65.000  | 32.500  | 16.650 | 9.350  | 5.450  | –      | –  | –     | –     | –     |
| Doppio misto        | Punti               | –         | –       | –       | –       | –      | –      | –      | –      | –  | –     | –     | –     |
| Doppio misto        | Premi in denaro (£) | 92.000    | 46.000  | 23.000  | 10.500  | 5.200  | 2.600  | 1.300  | –      | –  | –     | –     | –     |